# Llista d'asteroides (293001-294000)
Llista d'asteroides del 293.001 al 294.000, amb data de descoberta i descobridor. És un fragment de la llista d'asteroides completa. Als asteroides se'ls dona un número quan es confirma la seva òrbita, per tant apareixen llistats aproximadament segons la data de descobriment.

## 293001-293100
| Nom    | Designació provisional | Data de descobriment   | Lloc de descobriment | Descobridor/s     |
| ------ | ---------------------- | ---------------------- | -------------------- | ----------------- |
| 293001 | 2006 WF20              | 17 de novembre de 2006 | Mount Lemmon         | Mt. Lemmon Survey |
| 293002 | 2006 WS20              | 17 de novembre de 2006 | Mount Lemmon         | Mt. Lemmon Survey |
| 293003 | 2006 WR21              | 17 de novembre de 2006 | Mount Lemmon         | Mt. Lemmon Survey |
| 293004 | 2006 WO24              | 17 de novembre de 2006 | Mount Lemmon         | Mt. Lemmon Survey |
| 293005 | 2006 WT26              | 18 de novembre de 2006 | Catalina             | CSS               |
| 293006 | 2006 WU27              | 22 de novembre de 2006 | 7300                 | W. K. Y. Yeung    |
| 293007 | 2006 WD35              | 16 de novembre de 2006 | Kitt Peak            | Spacewatch        |
| 293008 | 2006 WW35              | 16 de novembre de 2006 | Kitt Peak            | Spacewatch        |
| 293009 | 2006 WT36              | 16 de novembre de 2006 | Kitt Peak            | Spacewatch        |
| 293010 | 2006 WD37              | 16 de novembre de 2006 | Kitt Peak            | Spacewatch        |
| 293011 | 2006 WV37              | 16 de novembre de 2006 | Kitt Peak            | Spacewatch        |
| 293012 | 2006 WE38              | 16 de novembre de 2006 | Kitt Peak            | Spacewatch        |
| 293013 | 2006 WF43              | 16 de novembre de 2006 | Mount Lemmon         | Mt. Lemmon Survey |
| 293014 | 2006 WR43              | 16 de novembre de 2006 | Mount Lemmon         | Mt. Lemmon Survey |
| 293015 | 2006 WN44              | 16 de novembre de 2006 | Kitt Peak            | Spacewatch        |
| 293016 | 2006 WK48              | 16 de novembre de 2006 | Kitt Peak            | Spacewatch        |
| 293017 | 2006 WJ50              | 16 de novembre de 2006 | Mount Lemmon         | Mt. Lemmon Survey |
| 293018 | 2006 WX51              | 16 de novembre de 2006 | Mount Lemmon         | Mt. Lemmon Survey |
| 293019 | 2006 WC54              | 16 de novembre de 2006 | Kitt Peak            | Spacewatch        |
| 293020 | 2006 WV54              | 16 de novembre de 2006 | Kitt Peak            | Spacewatch        |
| 293021 | 2006 WL55              | 16 de novembre de 2006 | Kitt Peak            | Spacewatch        |
| 293022 | 2006 WB58              | 17 de novembre de 2006 | Kitt Peak            | Spacewatch        |
| 293023 | 2006 WQ58              | 17 de novembre de 2006 | Kitt Peak            | Spacewatch        |
| 293024 | 2006 WS59              | 17 de novembre de 2006 | Mount Lemmon         | Mt. Lemmon Survey |
| 293025 | 2006 WG61              | 17 de novembre de 2006 | Mount Lemmon         | Mt. Lemmon Survey |
| 293026 | 2006 WD62              | 17 de novembre de 2006 | Kitt Peak            | Spacewatch        |
| 293027 | 2006 WM62              | 17 de novembre de 2006 | Mount Lemmon         | Mt. Lemmon Survey |
| 293028 | 2006 WP69              | 17 de novembre de 2006 | Mount Lemmon         | Mt. Lemmon Survey |
| 293029 | 2006 WV69              | 18 de novembre de 2006 | Kitt Peak            | Spacewatch        |
| 293030 | 2006 WM74              | 18 de novembre de 2006 | Kitt Peak            | Spacewatch        |
| 293031 | 2006 WC75              | 18 de novembre de 2006 | Kitt Peak            | Spacewatch        |
| 293032 | 2006 WC76              | 18 de novembre de 2006 | Kitt Peak            | Spacewatch        |
| 293033 | 2006 WF81              | 18 de novembre de 2006 | Kitt Peak            | Spacewatch        |
| 293034 | 2006 WF85              | 18 de novembre de 2006 | Kitt Peak            | Spacewatch        |
| 293035 | 2006 WC87              | 18 de novembre de 2006 | Socorro              | LINEAR            |
| 293036 | 2006 WD87              | 18 de novembre de 2006 | Socorro              | LINEAR            |
| 293037 | 2006 WY87              | 18 de novembre de 2006 | Mount Lemmon         | Mt. Lemmon Survey |
| 293038 | 2006 WF89              | 18 de novembre de 2006 | Kitt Peak            | Spacewatch        |
| 293039 | 2006 WB94              | 19 de novembre de 2006 | Kitt Peak            | Spacewatch        |
| 293040 | 2006 WE95              | 19 de novembre de 2006 | Kitt Peak            | Spacewatch        |
| 293041 | 2006 WL97              | 19 de novembre de 2006 | Kitt Peak            | Spacewatch        |
| 293042 | 2006 WD98              | 19 de novembre de 2006 | Kitt Peak            | Spacewatch        |
| 293043 | 2006 WU99              | 19 de novembre de 2006 | Kitt Peak            | Spacewatch        |
| 293044 | 2006 WA100             | 19 de novembre de 2006 | Catalina             | CSS               |
| 293045 | 2006 WG100             | 19 de novembre de 2006 | Catalina             | CSS               |
| 293046 | 2006 WV100             | 19 de novembre de 2006 | Socorro              | LINEAR            |
| 293047 | 2006 WK102             | 19 de novembre de 2006 | Kitt Peak            | Spacewatch        |
| 293048 | 2006 WN103             | 19 de novembre de 2006 | Kitt Peak            | Spacewatch        |
| 293049 | 2006 WT106             | 19 de novembre de 2006 | Catalina             | CSS               |
| 293050 | 2006 WJ108             | 19 de novembre de 2006 | Kitt Peak            | Spacewatch        |
| 293051 | 2006 WW109             | 19 de novembre de 2006 | Kitt Peak            | Spacewatch        |
| 293052 | 2006 WQ114             | 20 de novembre de 2006 | Kitt Peak            | Spacewatch        |
| 293053 | 2006 WN124             | 22 de novembre de 2006 | Mount Lemmon         | Mt. Lemmon Survey |
| 293054 | 2006 WP127             | 25 de novembre de 2006 | Mount Lemmon         | Mt. Lemmon Survey |
| 293055 | 2006 WG128             | 24 de novembre de 2006 | Nyukasa              | Nyukasa           |
| 293056 | 2006 WZ130             | 18 de novembre de 2006 | Catalina             | CSS               |
| 293057 | 2006 WD133             | 18 de novembre de 2006 | Kitt Peak            | Spacewatch        |
| 293058 | 2006 WZ144             | 20 de novembre de 2006 | Kitt Peak            | Spacewatch        |
| 293059 | 2006 WB147             | 20 de novembre de 2006 | Kitt Peak            | Spacewatch        |
| 293060 | 2006 WD149             | 20 de novembre de 2006 | Kitt Peak            | Spacewatch        |
| 293061 | 2006 WN149             | 20 de novembre de 2006 | Kitt Peak            | Spacewatch        |
| 293062 | 2006 WE151             | 21 de novembre de 2006 | Mount Lemmon         | Mt. Lemmon Survey |
| 293063 | 2006 WL153             | 21 de novembre de 2006 | Mount Lemmon         | Mt. Lemmon Survey |
| 293064 | 2006 WT153             | 22 de novembre de 2006 | Kitt Peak            | Spacewatch        |
| 293065 | 2006 WS156             | 22 de novembre de 2006 | Mount Lemmon         | Mt. Lemmon Survey |
| 293066 | 2006 WP157             | 22 de novembre de 2006 | Catalina             | CSS               |
| 293067 | 2006 WC159             | 22 de novembre de 2006 | Kitt Peak            | Spacewatch        |
| 293068 | 2006 WE159             | 22 de novembre de 2006 | Kitt Peak            | Spacewatch        |
| 293069 | 2006 WW166             | 23 de novembre de 2006 | Kitt Peak            | Spacewatch        |
| 293070 | 2006 WJ167             | 23 de novembre de 2006 | Kitt Peak            | Spacewatch        |
| 293071 | 2006 WL167             | 23 de novembre de 2006 | Kitt Peak            | Spacewatch        |
| 293072 | 2006 WA171             | 23 de novembre de 2006 | Kitt Peak            | Spacewatch        |
| 293073 | 2006 WC171             | 23 de novembre de 2006 | Kitt Peak            | Spacewatch        |
| 293074 | 2006 WB173             | 23 de novembre de 2006 | Kitt Peak            | Spacewatch        |
| 293075 | 2006 WO174             | 23 de novembre de 2006 | Kitt Peak            | Spacewatch        |
| 293076 | 2006 WP174             | 23 de novembre de 2006 | Kitt Peak            | Spacewatch        |
| 293077 | 2006 WZ175             | 23 de novembre de 2006 | Kitt Peak            | Spacewatch        |
| 293078 | 2006 WV176             | 23 de novembre de 2006 | Mount Lemmon         | Mt. Lemmon Survey |
| 293079 | 2006 WF180             | 24 de novembre de 2006 | Mount Lemmon         | Mt. Lemmon Survey |
| 293080 | 2006 WR181             | 24 de novembre de 2006 | Mount Lemmon         | Mt. Lemmon Survey |
| 293081 | 2006 WR182             | 24 de novembre de 2006 | Kitt Peak            | Spacewatch        |
| 293082 | 2006 WP183             | 25 de novembre de 2006 | Mount Lemmon         | Mt. Lemmon Survey |
| 293083 | 2006 WV188             | 24 de novembre de 2006 | Kitt Peak            | Spacewatch        |
| 293084 | 2006 WS190             | 25 de novembre de 2006 | Kitt Peak            | Spacewatch        |
| 293085 | 2006 WD191             | 27 de novembre de 2006 | Kitt Peak            | Spacewatch        |
| 293086 | 2006 WU191             | 27 de novembre de 2006 | Kitt Peak            | Spacewatch        |
| 293087 | 2006 WZ193             | 27 de novembre de 2006 | Kitt Peak            | Spacewatch        |
| 293088 | 2006 WT194             | 28 de novembre de 2006 | Kitt Peak            | Spacewatch        |
| 293089 | 2006 WK195             | 30 de novembre de 2006 | Kitt Peak            | Spacewatch        |
| 293090 | 2006 WD198             | 22 de novembre de 2006 | Mount Lemmon         | Mt. Lemmon Survey |
| 293091 | 2006 WK200             | 19 de novembre de 2006 | Kitt Peak            | Spacewatch        |
| 293092 | 2006 WS201             | 22 de novembre de 2006 | Mount Lemmon         | Mt. Lemmon Survey |
| 293093 | 2006 WF202             | 22 de novembre de 2006 | Kitt Peak            | Spacewatch        |
| 293094 | 2006 WT202             | 27 de novembre de 2006 | Kitt Peak            | Spacewatch        |
| 293095 | 2006 XV3               | 13 de desembre de 2006 | Socorro              | LINEAR            |
| 293096 | 2006 XX3               | 14 de desembre de 2006 | Socorro              | LINEAR            |
| 293097 | 2006 XE12              | 10 de desembre de 2006 | Kitt Peak            | Spacewatch        |
| 293098 | 2006 XH12              | 10 de desembre de 2006 | Kitt Peak            | Spacewatch        |
| 293099 | 2006 XN12              | 10 de desembre de 2006 | Kitt Peak            | Spacewatch        |
| 293100 | 2006 XZ14              | 10 de desembre de 2006 | Kitt Peak            | Spacewatch        |

## 293101-293200
| Nom    | Designació provisional | Data de descobriment   | Lloc de descobriment | Descobridor/s     |
| ------ | ---------------------- | ---------------------- | -------------------- | ----------------- |
| 293101 | 2006 XZ15              | 10 de desembre de 2006 | Kitt Peak            | Spacewatch        |
| 293102 | 2006 XU16              | 10 de desembre de 2006 | Kitt Peak            | Spacewatch        |
| 293103 | 2006 XS17              | 10 de desembre de 2006 | Kitt Peak            | Spacewatch        |
| 293104 | 2006 XY17              | 10 de desembre de 2006 | Kitt Peak            | Spacewatch        |
| 293105 | 2006 XF19              | 11 de desembre de 2006 | Kitt Peak            | Spacewatch        |
| 293106 | 2006 XN21              | 12 de desembre de 2006 | Kitt Peak            | Spacewatch        |
| 293107 | 2006 XT21              | 12 de desembre de 2006 | Kitt Peak            | Spacewatch        |
| 293108 | 2006 XC22              | 12 de desembre de 2006 | Kitt Peak            | Spacewatch        |
| 293109 | 2006 XL22              | 12 de desembre de 2006 | Kitt Peak            | Spacewatch        |
| 293110 | 2006 XO25              | 12 de desembre de 2006 | Mount Lemmon         | Mt. Lemmon Survey |
| 293111 | 2006 XH26              | 12 de desembre de 2006 | Catalina             | CSS               |
| 293112 | 2006 XH27              | 13 de desembre de 2006 | Kitt Peak            | Spacewatch        |
| 293113 | 2006 XA29              | 13 de desembre de 2006 | Mount Lemmon         | Mt. Lemmon Survey |
| 293114 | 2006 XH29              | 13 de desembre de 2006 | Mount Lemmon         | Mt. Lemmon Survey |
| 293115 | 2006 XJ29              | 13 de desembre de 2006 | Mount Lemmon         | Mt. Lemmon Survey |
| 293116 | 2006 XS33              | 11 de desembre de 2006 | Kitt Peak            | Spacewatch        |
| 293117 | 2006 XK35              | 11 de desembre de 2006 | Kitt Peak            | Spacewatch        |
| 293118 | 2006 XR35              | 11 de desembre de 2006 | Kitt Peak            | Spacewatch        |
| 293119 | 2006 XB36              | 11 de desembre de 2006 | Catalina             | CSS               |
| 293120 | 2006 XF36              | 11 de desembre de 2006 | Kitt Peak            | Spacewatch        |
| 293121 | 2006 XT36              | 11 de desembre de 2006 | Kitt Peak            | Spacewatch        |
| 293122 | 2006 XV44              | 13 de desembre de 2006 | Kitt Peak            | Spacewatch        |
| 293123 | 2006 XC45              | 13 de desembre de 2006 | Kitt Peak            | Spacewatch        |
| 293124 | 2006 XZ45              | 13 de desembre de 2006 | Socorro              | LINEAR            |
| 293125 | 2006 XE48              | 13 de desembre de 2006 | Socorro              | LINEAR            |
| 293126 | 2006 XD49              | 13 de desembre de 2006 | Mount Lemmon         | Mt. Lemmon Survey |
| 293127 | 2006 XW52              | 14 de desembre de 2006 | Socorro              | LINEAR            |
| 293128 | 2006 XO54              | 15 de desembre de 2006 | Kitt Peak            | Spacewatch        |
| 293129 | 2006 XC55              | 15 de desembre de 2006 | Socorro              | LINEAR            |
| 293130 | 2006 XO56              | 13 de desembre de 2006 | Kitt Peak            | Spacewatch        |
| 293131 | 2006 XV56              | 15 de desembre de 2006 | Vallemare Borbon     | V. S. Casulli     |
| 293132 | 2006 XW56              | 12 de desembre de 2006 | Catalina             | CSS               |
| 293133 | 2006 XA60              | 14 de desembre de 2006 | Kitt Peak            | Spacewatch        |
| 293134 | 2006 XP61              | 15 de desembre de 2006 | Kitt Peak            | Spacewatch        |
| 293135 | 2006 XX63              | 11 de desembre de 2006 | Socorro              | LINEAR            |
| 293136 | 2006 XM64              | 12 de desembre de 2006 | Socorro              | LINEAR            |
| 293137 | 2006 XQ64              | 12 de desembre de 2006 | Socorro              | LINEAR            |
| 293138 | 2006 XG65              | 12 de desembre de 2006 | Palomar              | NEAT              |
| 293139 | 2006 XW68              | 12 de desembre de 2006 | Palomar              | NEAT              |
| 293140 | 2006 XZ68              | 11 de desembre de 2006 | Kitt Peak            | Spacewatch        |
| 293141 | 2006 XM69              | 13 de desembre de 2006 | Kitt Peak            | Spacewatch        |
| 293142 | 2006 XQ69              | 15 de desembre de 2006 | Mount Lemmon         | Mt. Lemmon Survey |
| 293143 | 2006 XR72              | 13 de desembre de 2006 | Mount Lemmon         | Mt. Lemmon Survey |
| 293144 | 2006 XS72              | 13 de desembre de 2006 | Kitt Peak            | Spacewatch        |
| 293145 | 2006 YP1               | 16 de desembre de 2006 | Mount Lemmon         | Mt. Lemmon Survey |
| 293146 | 2006 YR4               | 16 de desembre de 2006 | Mount Lemmon         | Mt. Lemmon Survey |
| 293147 | 2006 YK5               | 17 de desembre de 2006 | Mount Lemmon         | Mt. Lemmon Survey |
| 293148 | 2006 YS5               | 17 de desembre de 2006 | Mount Lemmon         | Mt. Lemmon Survey |
| 293149 | 2006 YT5               | 17 de desembre de 2006 | Mount Lemmon         | Mt. Lemmon Survey |
| 293150 | 2006 YG7               | 20 de desembre de 2006 | Palomar              | NEAT              |
| 293151 | 2006 YQ8               | 20 de desembre de 2006 | Mount Lemmon         | Mt. Lemmon Survey |
| 293152 | 2006 YM10              | 21 de desembre de 2006 | Anderson Mesa        | LONEOS            |
| 293153 | 2006 YB12              | 22 de desembre de 2006 | Crni Vrh             | Crni Vrh          |
| 293154 | 2006 YL12              | 20 de desembre de 2006 | Nyukasa              | Nyukasa           |
| 293155 | 2006 YX12              | 24 de desembre de 2006 | Gnosca               | S. Sposetti       |
| 293156 | 2006 YK14              | 25 de desembre de 2006 | Gnosca               | S. Sposetti       |
| 293157 | 2006 YO15              | 20 de desembre de 2006 | Palomar              | NEAT              |
| 293158 | 2006 YQ15              | 20 de desembre de 2006 | Palomar              | NEAT              |
| 293159 | 2006 YW16              | 21 de desembre de 2006 | Mount Lemmon         | Mt. Lemmon Survey |
| 293160 | 2006 YU17              | 22 de desembre de 2006 | Mount Lemmon         | Mt. Lemmon Survey |
| 293161 | 2006 YL20              | 21 de desembre de 2006 | Kitt Peak            | Spacewatch        |
| 293162 | 2006 YA21              | 21 de desembre de 2006 | Kitt Peak            | Spacewatch        |
| 293163 | 2006 YP21              | 21 de desembre de 2006 | Kitt Peak            | Spacewatch        |
| 293164 | 2006 YD25              | 21 de desembre de 2006 | Kitt Peak            | Spacewatch        |
| 293165 | 2006 YZ26              | 21 de desembre de 2006 | Kitt Peak            | Spacewatch        |
| 293166 | 2006 YU31              | 21 de desembre de 2006 | Kitt Peak            | Spacewatch        |
| 293167 | 2006 YC38              | 21 de desembre de 2006 | Kitt Peak            | Spacewatch        |
| 293168 | 2006 YX41              | 22 de desembre de 2006 | Socorro              | LINEAR            |
| 293169 | 2006 YN47              | 23 de desembre de 2006 | Mount Lemmon         | Mt. Lemmon Survey |
| 293170 | 2006 YU47              | 24 de desembre de 2006 | Catalina             | CSS               |
| 293171 | 2006 YT48              | 24 de desembre de 2006 | Kitt Peak            | Spacewatch        |
| 293172 | 2006 YJ51              | 24 de desembre de 2006 | Kitt Peak            | Spacewatch        |
| 293173 | 2006 YN51              | 27 de desembre de 2006 | Mount Lemmon         | Mt. Lemmon Survey |
| 293174 | 2006 YY51              | 27 de desembre de 2006 | Mount Lemmon         | Mt. Lemmon Survey |
| 293175 | 2006 YA52              | 27 de desembre de 2006 | Mount Lemmon         | Mt. Lemmon Survey |
| 293176 | 2006 YR52              | 16 de desembre de 2006 | Kitt Peak            | Spacewatch        |
| 293177 | 2007 AE4               | 8 de gener de 2007     | Catalina             | CSS               |
| 293178 | 2007 AV6               | 9 de gener de 2007     | Kitt Peak            | Spacewatch        |
| 293179 | 2007 AP10              | 10 de gener de 2007    | Socorro              | LINEAR            |
| 293180 | 2007 AY10              | 9 de gener de 2007     | Kitt Peak            | Spacewatch        |
| 293181 | 2007 AW11              | 15 de gener de 2007    | Kitt Peak            | Spacewatch        |
| 293182 | 2007 AW14              | 10 de gener de 2007    | Mount Lemmon         | Mt. Lemmon Survey |
| 293183 | 2007 AZ14              | 10 de gener de 2007    | Mount Lemmon         | Mt. Lemmon Survey |
| 293184 | 2007 AE17              | 15 de gener de 2007    | Catalina             | CSS               |
| 293185 | 2007 AK19              | 15 de gener de 2007    | Anderson Mesa        | LONEOS            |
| 293186 | 2007 AO21              | 15 de gener de 2007    | Catalina             | CSS               |
| 293187 | 2007 AR24              | 15 de gener de 2007    | Catalina             | CSS               |
| 293188 | 2007 AR25              | 15 de gener de 2007    | Anderson Mesa        | LONEOS            |
| 293189 | 2007 AS25              | 15 de gener de 2007    | Catalina             | CSS               |
| 293190 | 2007 AU28              | 10 de gener de 2007    | Mount Lemmon         | Mt. Lemmon Survey |
| 293191 | 2007 AX28              | 10 de gener de 2007    | Mount Lemmon         | Mt. Lemmon Survey |
| 293192 | 2007 AH30              | 9 de gener de 2007     | Mount Lemmon         | Mt. Lemmon Survey |
| 293193 | 2007 AA31              | 10 de gener de 2007    | Mount Lemmon         | Mt. Lemmon Survey |
| 293194 | 2007 AC31              | 10 de gener de 2007    | Mount Lemmon         | Mt. Lemmon Survey |
| 293195 | 2007 BK2               | 16 de gener de 2007    | Catalina             | CSS               |
| 293196 | 2007 BR5               | 17 de gener de 2007    | Catalina             | CSS               |
| 293197 | 2007 BH6               | 17 de gener de 2007    | Palomar              | NEAT              |
| 293198 | 2007 BU6               | 17 de gener de 2007    | Kitt Peak            | Spacewatch        |
| 293199 | 2007 BF9               | 17 de gener de 2007    | Catalina             | CSS               |
| 293200 | 2007 BO10              | 17 de gener de 2007    | Palomar              | NEAT              |

## 293201-293300
| Nom    | Designació provisional | Data de descobriment   | Lloc de descobriment | Descobridor/s       |
| ------ | ---------------------- | ---------------------- | -------------------- | ------------------- |
| 293201 | 2007 BC11              | 17 de gener de 2007    | Kitt Peak            | Spacewatch          |
| 293202 | 2007 BC12              | 17 de gener de 2007    | Kitt Peak            | Spacewatch          |
| 293203 | 2007 BG13              | 17 de gener de 2007    | Kitt Peak            | Spacewatch          |
| 293204 | 2007 BK13              | 17 de gener de 2007    | Kitt Peak            | Spacewatch          |
| 293205 | 2007 BO15              | 17 de gener de 2007    | Kitt Peak            | Spacewatch          |
| 293206 | 2007 BK17              | 17 de gener de 2007    | Palomar              | NEAT                |
| 293207 | 2007 BX17              | 17 de gener de 2007    | Kitt Peak            | Spacewatch          |
| 293208 | 2007 BM18              | 17 de gener de 2007    | Palomar              | NEAT                |
| 293209 | 2007 BD19              | 21 de gener de 2007    | Socorro              | LINEAR              |
| 293210 | 2007 BJ20              | 23 de gener de 2007    | Anderson Mesa        | LONEOS              |
| 293211 | 2007 BX20              | 18 de gener de 2007    | Palomar              | NEAT                |
| 293212 | 2007 BE22              | 24 de gener de 2007    | Socorro              | LINEAR              |
| 293213 | 2007 BJ24              | 24 de gener de 2007    | Mount Lemmon         | Mt. Lemmon Survey   |
| 293214 | 2007 BJ25              | 24 de gener de 2007    | Mount Lemmon         | Mt. Lemmon Survey   |
| 293215 | 2007 BJ27              | 24 de gener de 2007    | Catalina             | CSS                 |
| 293216 | 2007 BY27              | 24 de gener de 2007    | Mount Lemmon         | Mt. Lemmon Survey   |
| 293217 | 2007 BJ28              | 24 de gener de 2007    | Mount Lemmon         | Mt. Lemmon Survey   |
| 293218 | 2007 BN35              | 24 de gener de 2007    | Mount Lemmon         | Mt. Lemmon Survey   |
| 293219 | 2007 BP36              | 24 de gener de 2007    | Socorro              | LINEAR              |
| 293220 | 2007 BS37              | 24 de gener de 2007    | Mount Lemmon         | Mt. Lemmon Survey   |
| 293221 | 2007 BK38              | 24 de gener de 2007    | Catalina             | CSS                 |
| 293222 | 2007 BF40              | 24 de gener de 2007    | Mount Lemmon         | Mt. Lemmon Survey   |
| 293223 | 2007 BN40              | 24 de gener de 2007    | Mount Lemmon         | Mt. Lemmon Survey   |
| 293224 | 2007 BH42              | 24 de gener de 2007    | Catalina             | CSS                 |
| 293225 | 2007 BA50              | 27 de gener de 2007    | Kitt Peak            | Spacewatch          |
| 293226 | 2007 BS56              | 24 de gener de 2007    | Socorro              | LINEAR              |
| 293227 | 2007 BA58              | 24 de gener de 2007    | Catalina             | CSS                 |
| 293228 | 2007 BM59              | 25 de gener de 2007    | Catalina             | CSS                 |
| 293229 | 2007 BS60              | 26 de gener de 2007    | Kitt Peak            | Spacewatch          |
| 293230 | 2007 BB61              | 27 de gener de 2007    | Mount Lemmon         | Mt. Lemmon Survey   |
| 293231 | 2007 BS61              | 27 de gener de 2007    | Mount Lemmon         | Mt. Lemmon Survey   |
| 293232 | 2007 BB63              | 27 de gener de 2007    | Mount Lemmon         | Mt. Lemmon Survey   |
| 293233 | 2007 BM64              | 27 de gener de 2007    | Mount Lemmon         | Mt. Lemmon Survey   |
| 293234 | 2007 BR64              | 27 de gener de 2007    | Kitt Peak            | Spacewatch          |
| 293235 | 2007 BR67              | 27 de gener de 2007    | Mount Lemmon         | Mt. Lemmon Survey   |
| 293236 | 2007 BM68              | 27 de gener de 2007    | Mount Lemmon         | Mt. Lemmon Survey   |
| 293237 | 2007 BQ69              | 27 de gener de 2007    | Kitt Peak            | Spacewatch          |
| 293238 | 2007 BY69              | 27 de gener de 2007    | Mount Lemmon         | Mt. Lemmon Survey   |
| 293239 | 2007 BC71              | 28 de gener de 2007    | Mount Lemmon         | Mt. Lemmon Survey   |
| 293240 | 2007 BO74              | 17 de gener de 2007    | Mount Lemmon         | Mt. Lemmon Survey   |
| 293241 | 2007 BH75              | 28 de gener de 2007    | Mount Lemmon         | Mt. Lemmon Survey   |
| 293242 | 2007 BK75              | 29 de gener de 2007    | Kitt Peak            | Spacewatch          |
| 293243 | 2007 BT77              | 28 de gener de 2007    | Mount Lemmon         | Mt. Lemmon Survey   |
| 293244 | 2007 BD78              | 28 de gener de 2007    | Mount Lemmon         | Mt. Lemmon Survey   |
| 293245 | 2007 BZ78              | 27 de gener de 2007    | Mount Lemmon         | Mt. Lemmon Survey   |
| 293246 | 2007 BR80              | 17 de gener de 2007    | Kitt Peak            | Spacewatch          |
| 293247 | 2007 BF101             | 27 de gener de 2007    | Kitt Peak            | Spacewatch          |
| 293248 | 2007 CS1               | 6 de febrer de 2007    | Kitt Peak            | Spacewatch          |
| 293249 | 2007 CU1               | 6 de febrer de 2007    | Mount Lemmon         | Mt. Lemmon Survey   |
| 293250 | 2007 CW1               | 6 de febrer de 2007    | Kitt Peak            | Spacewatch          |
| 293251 | 2007 CF2               | 6 de febrer de 2007    | Kitt Peak            | Spacewatch          |
| 293252 | 2007 CO3               | 6 de febrer de 2007    | Kitt Peak            | Spacewatch          |
| 293253 | 2007 CE9               | 6 de febrer de 2007    | Kitt Peak            | Spacewatch          |
| 293254 | 2007 CZ11              | 6 de febrer de 2007    | Kitt Peak            | Spacewatch          |
| 293255 | 2007 CF12              | 6 de febrer de 2007    | Kitt Peak            | Spacewatch          |
| 293256 | 2007 CH12              | 6 de febrer de 2007    | Mount Lemmon         | Mt. Lemmon Survey   |
| 293257 | 2007 CK13              | 7 de febrer de 2007    | Mount Lemmon         | Mt. Lemmon Survey   |
| 293258 | 2007 CO15              | 5 de febrer de 2007    | Palomar              | NEAT                |
| 293259 | 2007 CL18              | 8 de febrer de 2007    | Mount Lemmon         | Mt. Lemmon Survey   |
| 293260 | 2007 CE19              | 9 de febrer de 2007    | 7300                 | W. K. Y. Yeung      |
| 293261 | 2007 CX20              | 6 de febrer de 2007    | Mount Lemmon         | Mt. Lemmon Survey   |
| 293262 | 2007 CJ21              | 6 de febrer de 2007    | Palomar              | NEAT                |
| 293263 | 2007 CR22              | 6 de febrer de 2007    | Mount Lemmon         | Mt. Lemmon Survey   |
| 293264 | 2007 CO24              | 8 de febrer de 2007    | Mount Lemmon         | Mt. Lemmon Survey   |
| 293265 | 2007 CW24              | 8 de febrer de 2007    | Mount Lemmon         | Mt. Lemmon Survey   |
| 293266 | 2007 CJ25              | 8 de febrer de 2007    | Kitt Peak            | Spacewatch          |
| 293267 | 2007 CP25              | 9 de febrer de 2007    | Kitt Peak            | Spacewatch          |
| 293268 | 2007 CY32              | 6 de febrer de 2007    | Mount Lemmon         | Mt. Lemmon Survey   |
| 293269 | 2007 CY33              | 6 de febrer de 2007    | Mount Lemmon         | Mt. Lemmon Survey   |
| 293270 | 2007 CC34              | 6 de febrer de 2007    | Mount Lemmon         | Mt. Lemmon Survey   |
| 293271 | 2007 CS39              | 6 de febrer de 2007    | Mount Lemmon         | Mt. Lemmon Survey   |
| 293272 | 2007 CR40              | 7 de febrer de 2007    | Kitt Peak            | Spacewatch          |
| 293273 | 2007 CT43              | 8 de febrer de 2007    | Kitt Peak            | Spacewatch          |
| 293274 | 2007 CW46              | 8 de febrer de 2007    | Palomar              | NEAT                |
| 293275 | 2007 CZ46              | 8 de febrer de 2007    | Palomar              | NEAT                |
| 293276 | 2007 CJ48              | 10 de febrer de 2007   | Mount Lemmon         | Mt. Lemmon Survey   |
| 293277 | 2007 CM48              | 10 de febrer de 2007   | Mount Lemmon         | Mt. Lemmon Survey   |
| 293278 | 2007 CO50              | 9 de febrer de 2007    | Kitt Peak            | Spacewatch          |
| 293279 | 2007 CN54              | 14 de febrer de 2007   | Lulin                | C.-S. Lin, Q.-z. Ye |
| 293280 | 2007 CW55              | 13 de febrer de 2007   | Mount Lemmon         | Mt. Lemmon Survey   |
| 293281 | 2007 CY56              | 15 de novembre de 2006 | Mount Lemmon         | Mt. Lemmon Survey   |
| 293282 | 2007 CZ58              | 10 de febrer de 2007   | Palomar              | NEAT                |
| 293283 | 2007 CV59              | 10 de febrer de 2007   | Catalina             | CSS                 |
| 293284 | 2007 CD60              | 10 de febrer de 2007   | Catalina             | CSS                 |
| 293285 | 2007 CV63              | 15 de febrer de 2007   | Catalina             | CSS                 |
| 293286 | 2007 DM                | 16 de febrer de 2007   | Wildberg             | R. Apitzsch         |
| 293287 | 2007 DS1               | 16 de febrer de 2007   | Mount Lemmon         | Mt. Lemmon Survey   |
| 293288 | 2007 DG4               | 16 de febrer de 2007   | Mount Lemmon         | Mt. Lemmon Survey   |
| 293289 | 2007 DC7               | 18 de febrer de 2007   | Socorro              | LINEAR              |
| 293290 | 2007 DG7               | 17 de febrer de 2007   | Mount Lemmon         | Mt. Lemmon Survey   |
| 293291 | 2007 DT11              | 16 de febrer de 2007   | Palomar              | NEAT                |
| 293292 | 2007 DU14              | 17 de febrer de 2007   | Kitt Peak            | Spacewatch          |
| 293293 | 2007 DL15              | 17 de febrer de 2007   | Kitt Peak            | Spacewatch          |
| 293294 | 2007 DT15              | 17 de febrer de 2007   | Kitt Peak            | Spacewatch          |
| 293295 | 2007 DK18              | 17 de febrer de 2007   | Kitt Peak            | Spacewatch          |
| 293296 | 2007 DR20              | 17 de febrer de 2007   | Kitt Peak            | Spacewatch          |
| 293297 | 2007 DL23              | 17 de febrer de 2007   | Kitt Peak            | Spacewatch          |
| 293298 | 2007 DD24              | 17 de febrer de 2007   | Kitt Peak            | Spacewatch          |
| 293299 | 2007 DT25              | 17 de febrer de 2007   | Kitt Peak            | Spacewatch          |
| 293300 | 2007 DP27              | 17 de febrer de 2007   | Kitt Peak            | Spacewatch          |

## 293301-293400
| Nom    | Designació provisional | Data de descobriment | Lloc de descobriment | Descobridor/s       |
| ------ | ---------------------- | -------------------- | -------------------- | ------------------- |
| 293301 | 2007 DX28              | 17 de febrer de 2007 | Kitt Peak            | Spacewatch          |
| 293302 | 2007 DD30              | 17 de febrer de 2007 | Kitt Peak            | Spacewatch          |
| 293303 | 2007 DY30              | 17 de febrer de 2007 | Kitt Peak            | Spacewatch          |
| 293304 | 2007 DV32              | 17 de febrer de 2007 | Kitt Peak            | Spacewatch          |
| 293305 | 2007 DQ33              | 17 de febrer de 2007 | Kitt Peak            | Spacewatch          |
| 293306 | 2007 DR33              | 17 de febrer de 2007 | Kitt Peak            | Spacewatch          |
| 293307 | 2007 DQ37              | 17 de febrer de 2007 | Kitt Peak            | Spacewatch          |
| 293308 | 2007 DT37              | 17 de febrer de 2007 | Kitt Peak            | Spacewatch          |
| 293309 | 2007 DF39              | 17 de febrer de 2007 | Kitt Peak            | Spacewatch          |
| 293310 | 2007 DW40              | 21 de febrer de 2007 | Calvin-Rehoboth      | Calvin College      |
| 293311 | 2007 DS41              | 16 de febrer de 2007 | Mount Lemmon         | Mt. Lemmon Survey   |
| 293312 | 2007 DU42              | 17 de febrer de 2007 | Catalina             | CSS                 |
| 293313 | 2007 DV44              | 19 de febrer de 2007 | Kitt Peak            | Spacewatch          |
| 293314 | 2007 DD45              | 19 de febrer de 2007 | Mount Lemmon         | Mt. Lemmon Survey   |
| 293315 | 2007 DY46              | 21 de febrer de 2007 | Socorro              | LINEAR              |
| 293316 | 2007 DN47              | 21 de febrer de 2007 | Mount Lemmon         | Mt. Lemmon Survey   |
| 293317 | 2007 DO50              | 17 de febrer de 2007 | Kitt Peak            | Spacewatch          |
| 293318 | 2007 DA51              | 17 de febrer de 2007 | Kitt Peak            | Spacewatch          |
| 293319 | 2007 DG51              | 17 de febrer de 2007 | Catalina             | CSS                 |
| 293320 | 2007 DQ52              | 19 de febrer de 2007 | Mount Lemmon         | Mt. Lemmon Survey   |
| 293321 | 2007 DV53              | 19 de febrer de 2007 | Mount Lemmon         | Mt. Lemmon Survey   |
| 293322 | 2007 DC55              | 21 de febrer de 2007 | Socorro              | LINEAR              |
| 293323 | 2007 DE58              | 21 de febrer de 2007 | Kitt Peak            | Spacewatch          |
| 293324 | 2007 DG58              | 21 de febrer de 2007 | Kitt Peak            | Spacewatch          |
| 293325 | 2007 DL58              | 21 de febrer de 2007 | Kitt Peak            | Spacewatch          |
| 293326 | 2007 DT63              | 21 de febrer de 2007 | Kitt Peak            | Spacewatch          |
| 293327 | 2007 DS65              | 21 de febrer de 2007 | Socorro              | LINEAR              |
| 293328 | 2007 DT65              | 21 de febrer de 2007 | Socorro              | LINEAR              |
| 293329 | 2007 DG67              | 21 de febrer de 2007 | Kitt Peak            | Spacewatch          |
| 293330 | 2007 DZ67              | 21 de febrer de 2007 | Kitt Peak            | Spacewatch          |
| 293331 | 2007 DY68              | 21 de febrer de 2007 | Kitt Peak            | Spacewatch          |
| 293332 | 2007 DV71              | 21 de febrer de 2007 | Kitt Peak            | Spacewatch          |
| 293333 | 2007 DB75              | 21 de febrer de 2007 | Kitt Peak            | Spacewatch          |
| 293334 | 2007 DE77              | 22 de febrer de 2007 | Catalina             | CSS                 |
| 293335 | 2007 DW79              | 23 de febrer de 2007 | Mount Lemmon         | Mt. Lemmon Survey   |
| 293336 | 2007 DW86              | 23 de febrer de 2007 | Mount Lemmon         | Mt. Lemmon Survey   |
| 293337 | 2007 DZ86              | 23 de febrer de 2007 | Mount Lemmon         | Mt. Lemmon Survey   |
| 293338 | 2007 DK87              | 23 de febrer de 2007 | Kitt Peak            | Spacewatch          |
| 293339 | 2007 DD90              | 23 de febrer de 2007 | Kitt Peak            | Spacewatch          |
| 293340 | 2007 DH90              | 23 de febrer de 2007 | Kitt Peak            | Spacewatch          |
| 293341 | 2007 DM92              | 23 de febrer de 2007 | Kitt Peak            | Spacewatch          |
| 293342 | 2007 DR97              | 23 de febrer de 2007 | Kitt Peak            | Spacewatch          |
| 293343 | 2007 DW98              | 25 de febrer de 2007 | Mount Lemmon         | Mt. Lemmon Survey   |
| 293344 | 2007 DM100             | 25 de febrer de 2007 | Kitt Peak            | Spacewatch          |
| 293345 | 2007 DD105             | 21 de febrer de 2007 | Mount Lemmon         | Mt. Lemmon Survey   |
| 293346 | 2007 DG105             | 26 de febrer de 2007 | Mount Lemmon         | Mt. Lemmon Survey   |
| 293347 | 2007 DP105             | 17 de febrer de 2007 | Kitt Peak            | Spacewatch          |
| 293348 | 2007 DW105             | 21 de febrer de 2007 | Mount Lemmon         | Mt. Lemmon Survey   |
| 293349 | 2007 DS106             | 22 de febrer de 2007 | Kitt Peak            | Spacewatch          |
| 293350 | 2007 DX106             | 23 de febrer de 2007 | Kitt Peak            | Spacewatch          |
| 293351 | 2007 DH109             | 22 de febrer de 2007 | Catalina             | CSS                 |
| 293352 | 2007 DS109             | 19 de febrer de 2007 | Mount Lemmon         | Mt. Lemmon Survey   |
| 293353 | 2007 DZ109             | 25 de febrer de 2007 | Mount Lemmon         | Mt. Lemmon Survey   |
| 293354 | 2007 DB110             | 27 de febrer de 2007 | Kitt Peak            | Spacewatch          |
| 293355 | 2007 DM110             | 17 de febrer de 2007 | Mount Lemmon         | Mt. Lemmon Survey   |
| 293356 | 2007 DV111             | 25 de febrer de 2007 | Mount Lemmon         | Mt. Lemmon Survey   |
| 293357 | 2007 DF113             | 17 de febrer de 2007 | Mount Lemmon         | Mt. Lemmon Survey   |
| 293358 | 2007 DT115             | 21 de febrer de 2007 | Mount Lemmon         | Mt. Lemmon Survey   |
| 293359 | 2007 EE                | 7 de març de 2007    | Wildberg             | R. Apitzsch         |
| 293360 | 2007 EV1               | 9 de març de 2007    | Kitt Peak            | Spacewatch          |
| 293361 | 2007 EN2               | 9 de març de 2007    | Catalina             | CSS                 |
| 293362 | 2007 ET2               | 9 de març de 2007    | Mount Lemmon         | Mt. Lemmon Survey   |
| 293363 | 2007 EX4               | 9 de març de 2007    | Palomar              | NEAT                |
| 293364 | 2007 EQ5               | 9 de març de 2007    | Mount Lemmon         | Mt. Lemmon Survey   |
| 293365 | 2007 EM7               | 9 de març de 2007    | Mount Lemmon         | Mt. Lemmon Survey   |
| 293366 | 2007 EQ9               | 9 de març de 2007    | Saint-Sulpice        | B. Christophe       |
| 293367 | 2007 EU10              | 9 de març de 2007    | Kitt Peak            | Spacewatch          |
| 293368 | 2007 EE11              | 9 de març de 2007    | Kitt Peak            | Spacewatch          |
| 293369 | 2007 ER13              | 9 de març de 2007    | Mount Lemmon         | Mt. Lemmon Survey   |
| 293370 | 2007 EF17              | 9 de març de 2007    | Mount Lemmon         | Mt. Lemmon Survey   |
| 293371 | 2007 ED18              | 9 de març de 2007    | Mount Lemmon         | Mt. Lemmon Survey   |
| 293372 | 2007 ER18              | 9 de març de 2007    | Lulin                | C.-S. Lin, Q.-z. Ye |
| 293373 | 2007 ER19              | 10 de març de 2007   | Mount Lemmon         | Mt. Lemmon Survey   |
| 293374 | 2007 ES20              | 10 de març de 2007   | Kitt Peak            | Spacewatch          |
| 293375 | 2007 EU20              | 10 de març de 2007   | Kitt Peak            | Spacewatch          |
| 293376 | 2007 EZ20              | 10 de març de 2007   | Kitt Peak            | Spacewatch          |
| 293377 | 2007 EN25              | 10 de març de 2007   | Mount Lemmon         | Mt. Lemmon Survey   |
| 293378 | 2007 EL28              | 9 de març de 2007    | Palomar              | NEAT                |
| 293379 | 2007 EZ29              | 9 de març de 2007    | Kitt Peak            | Spacewatch          |
| 293380 | 2007 ER33              | 10 de març de 2007   | Mount Lemmon         | Mt. Lemmon Survey   |
| 293381 | 2007 EH36              | 11 de març de 2007   | Anderson Mesa        | LONEOS              |
| 293382 | 2007 EL36              | 11 de març de 2007   | Anderson Mesa        | LONEOS              |
| 293383 | 2007 EZ38              | 11 de març de 2007   | Saint-Sulpice        | B. Christophe       |
| 293384 | 2007 ED41              | 9 de març de 2007    | Kitt Peak            | Spacewatch          |
| 293385 | 2007 EV43              | 9 de març de 2007    | Kitt Peak            | Spacewatch          |
| 293386 | 2007 EW43              | 9 de març de 2007    | Kitt Peak            | Spacewatch          |
| 293387 | 2007 EC44              | 9 de març de 2007    | Kitt Peak            | Spacewatch          |
| 293388 | 2007 EV44              | 9 de març de 2007    | Mount Lemmon         | Mt. Lemmon Survey   |
| 293389 | 2007 EV45              | 9 de març de 2007    | Kitt Peak            | Spacewatch          |
| 293390 | 2007 EL46              | 9 de març de 2007    | Kitt Peak            | Spacewatch          |
| 293391 | 2007 EE48              | 9 de març de 2007    | Kitt Peak            | Spacewatch          |
| 293392 | 2007 ES51              | 11 de març de 2007   | Kitt Peak            | Spacewatch          |
| 293393 | 2007 EP53              | 11 de març de 2007   | Mount Lemmon         | Mt. Lemmon Survey   |
| 293394 | 2007 EE59              | 9 de març de 2007    | Mount Lemmon         | Mt. Lemmon Survey   |
| 293395 | 2007 EV63              | 10 de març de 2007   | Kitt Peak            | Spacewatch          |
| 293396 | 2007 EW64              | 10 de març de 2007   | Kitt Peak            | Spacewatch          |
| 293397 | 2007 EZ66              | 10 de març de 2007   | Kitt Peak            | Spacewatch          |
| 293398 | 2007 EU68              | 10 de març de 2007   | Kitt Peak            | Spacewatch          |
| 293399 | 2007 EB71              | 10 de març de 2007   | Kitt Peak            | Spacewatch          |
| 293400 | 2007 EX72              | 10 de març de 2007   | Kitt Peak            | Spacewatch          |

## 293401-293500
| Nom    | Designació provisional | Data de descobriment | Lloc de descobriment | Descobridor/s        |
| ------ | ---------------------- | -------------------- | -------------------- | -------------------- |
| 293401 | 2007 ED73              | 10 de març de 2007   | Kitt Peak            | Spacewatch           |
| 293402 | 2007 EC74              | 10 de març de 2007   | Kitt Peak            | Spacewatch           |
| 293403 | 2007 ED74              | 10 de març de 2007   | Kitt Peak            | Spacewatch           |
| 293404 | 2007 EN79              | 10 de març de 2007   | Kitt Peak            | Spacewatch           |
| 293405 | 2007 EP79              | 10 de març de 2007   | Kitt Peak            | Spacewatch           |
| 293406 | 2007 EH82              | 11 de març de 2007   | Anderson Mesa        | LONEOS               |
| 293407 | 2007 ER82              | 12 de març de 2007   | Kitt Peak            | Spacewatch           |
| 293408 | 2007 EU84              | 12 de març de 2007   | Catalina             | CSS                  |
| 293409 | 2007 EJ86              | 12 de març de 2007   | Kitt Peak            | Spacewatch           |
| 293410 | 2007 EV86              | 13 de març de 2007   | Catalina             | CSS                  |
| 293411 | 2007 EE87              | 13 de març de 2007   | Catalina             | CSS                  |
| 293412 | 2007 ES89              | 9 de març de 2007    | Palomar              | NEAT                 |
| 293413 | 2007 ET94              | 10 de març de 2007   | Mount Lemmon         | Mt. Lemmon Survey    |
| 293414 | 2007 EW98              | 11 de març de 2007   | Kitt Peak            | Spacewatch           |
| 293415 | 2007 EZ99              | 11 de març de 2007   | Kitt Peak            | Spacewatch           |
| 293416 | 2007 ED100             | 11 de març de 2007   | Kitt Peak            | Spacewatch           |
| 293417 | 2007 EF100             | 11 de març de 2007   | Kitt Peak            | Spacewatch           |
| 293418 | 2007 EK105             | 11 de març de 2007   | Mount Lemmon         | Mt. Lemmon Survey    |
| 293419 | 2007 EM110             | 11 de març de 2007   | Kitt Peak            | Spacewatch           |
| 293420 | 2007 EQ111             | 11 de març de 2007   | Kitt Peak            | Spacewatch           |
| 293421 | 2007 EV111             | 11 de març de 2007   | Kitt Peak            | Spacewatch           |
| 293422 | 2007 EK112             | 11 de març de 2007   | Mount Lemmon         | Mt. Lemmon Survey    |
| 293423 | 2007 EZ112             | 11 de març de 2007   | Kitt Peak            | Spacewatch           |
| 293424 | 2007 EX117             | 13 de març de 2007   | Mount Lemmon         | Mt. Lemmon Survey    |
| 293425 | 2007 EQ123             | 14 de març de 2007   | Mount Lemmon         | Mt. Lemmon Survey    |
| 293426 | 2007 EC128             | 9 de març de 2007    | Mount Lemmon         | Mt. Lemmon Survey    |
| 293427 | 2007 EU131             | 9 de març de 2007    | Mount Lemmon         | Mt. Lemmon Survey    |
| 293428 | 2007 EP135             | 10 de març de 2007   | Mount Lemmon         | Mt. Lemmon Survey    |
| 293429 | 2007 EO137             | 11 de març de 2007   | Kitt Peak            | Spacewatch           |
| 293430 | 2007 EH142             | 12 de març de 2007   | Kitt Peak            | Spacewatch           |
| 293431 | 2007 ET142             | 12 de març de 2007   | Kitt Peak            | Spacewatch           |
| 293432 | 2007 EH145             | 12 de març de 2007   | Mount Lemmon         | Mt. Lemmon Survey    |
| 293433 | 2007 EU149             | 12 de març de 2007   | Mount Lemmon         | Mt. Lemmon Survey    |
| 293434 | 2007 EM150             | 12 de març de 2007   | Mount Lemmon         | Mt. Lemmon Survey    |
| 293435 | 2007 EN152             | 12 de març de 2007   | Mount Lemmon         | Mt. Lemmon Survey    |
| 293436 | 2007 ES152             | 12 de març de 2007   | Mount Lemmon         | Mt. Lemmon Survey    |
| 293437 | 2007 EB155             | 12 de març de 2007   | Kitt Peak            | Spacewatch           |
| 293438 | 2007 EU156             | 12 de març de 2007   | Kitt Peak            | Spacewatch           |
| 293439 | 2007 EL157             | 13 de març de 2007   | Mount Lemmon         | Mt. Lemmon Survey    |
| 293440 | 2007 EX159             | 14 de març de 2007   | Mount Lemmon         | Mt. Lemmon Survey    |
| 293441 | 2007 EL160             | 14 de març de 2007   | Kitt Peak            | Spacewatch           |
| 293442 | 2007 EN164             | 15 de març de 2007   | Kitt Peak            | Spacewatch           |
| 293443 | 2007 EX166             | 11 de març de 2007   | Mount Lemmon         | Mt. Lemmon Survey    |
| 293444 | 2007 ES167             | 13 de març de 2007   | Mount Lemmon         | Mt. Lemmon Survey    |
| 293445 | 2007 EW168             | 13 de març de 2007   | Kitt Peak            | Spacewatch           |
| 293446 | 2007 EJ169             | 13 de març de 2007   | Kitt Peak            | Spacewatch           |
| 293447 | 2007 EN169             | 13 de març de 2007   | Kitt Peak            | Spacewatch           |
| 293448 | 2007 EA173             | 14 de març de 2007   | Kitt Peak            | Spacewatch           |
| 293449 | 2007 EV174             | 14 de març de 2007   | Kitt Peak            | Spacewatch           |
| 293450 | 2007 EO178             | 14 de març de 2007   | Kitt Peak            | Spacewatch           |
| 293451 | 2007 ET178             | 14 de març de 2007   | Kitt Peak            | Spacewatch           |
| 293452 | 2007 EN180             | 14 de març de 2007   | Mount Lemmon         | Mt. Lemmon Survey    |
| 293453 | 2007 EA184             | 12 de març de 2007   | Mount Lemmon         | Mt. Lemmon Survey    |
| 293454 | 2007 ET184             | 13 de març de 2007   | Catalina             | CSS                  |
| 293455 | 2007 EB191             | 13 de març de 2007   | Kitt Peak            | Spacewatch           |
| 293456 | 2007 EW191             | 13 de març de 2007   | Kitt Peak            | Spacewatch           |
| 293457 | 2007 EY194             | 15 de març de 2007   | Kitt Peak            | Spacewatch           |
| 293458 | 2007 ET195             | 15 de març de 2007   | Catalina             | CSS                  |
| 293459 | 2007 ED197             | 15 de març de 2007   | Kitt Peak            | Spacewatch           |
| 293460 | 2007 ES197             | 15 de març de 2007   | Kitt Peak            | Spacewatch           |
| 293461 | 2007 EB203             | 10 de març de 2007   | Kitt Peak            | Spacewatch           |
| 293462 | 2007 ED204             | 10 de març de 2007   | Mount Lemmon         | Mt. Lemmon Survey    |
| 293463 | 2007 EK205             | 11 de març de 2007   | Kitt Peak            | Spacewatch           |
| 293464 | 2007 EN205             | 11 de març de 2007   | Kitt Peak            | Spacewatch           |
| 293465 | 2007 EB209             | 14 de març de 2007   | Kitt Peak            | Spacewatch           |
| 293466 | 2007 ES209             | 15 de març de 2007   | Mount Lemmon         | Mt. Lemmon Survey    |
| 293467 | 2007 ED211             | 8 de març de 2007    | Palomar              | NEAT                 |
| 293468 | 2007 EE213             | 14 de març de 2007   | Siding Spring        | Siding Spring Survey |
| 293469 | 2007 EV214             | 9 de març de 2007    | Kitt Peak            | Spacewatch           |
| 293470 | 2007 EF215             | 11 de març de 2007   | Catalina             | CSS                  |
| 293471 | 2007 EB217             | 9 de març de 2007    | Mount Lemmon         | Mt. Lemmon Survey    |
| 293472 | 2007 EA218             | 9 de març de 2007    | Kitt Peak            | Spacewatch           |
| 293473 | 2007 EA220             | 13 de març de 2007   | Kitt Peak            | Spacewatch           |
| 293474 | 2007 EN220             | 15 de març de 2007   | Mount Lemmon         | Mt. Lemmon Survey    |
| 293475 | 2007 ER220             | 11 de març de 2007   | Mount Lemmon         | Mt. Lemmon Survey    |
| 293476 | 2007 EF221             | 13 de març de 2007   | Mount Lemmon         | Mt. Lemmon Survey    |
| 293477 | 2007 FY                | 16 de març de 2007   | Vallemare Borbon     | V. S. Casulli        |
| 293478 | 2007 FL2               | 16 de març de 2007   | Catalina             | CSS                  |
| 293479 | 2007 FE10              | 16 de març de 2007   | Kitt Peak            | Spacewatch           |
| 293480 | 2007 FO15              | 18 de març de 2007   | Kitt Peak            | Spacewatch           |
| 293481 | 2007 FV17              | 20 de març de 2007   | Socorro              | LINEAR               |
| 293482 | 2007 FK18              | 20 de març de 2007   | Anderson Mesa        | LONEOS               |
| 293483 | 2007 FK24              | 20 de març de 2007   | Kitt Peak            | Spacewatch           |
| 293484 | 2007 FH27              | 20 de març de 2007   | Mount Lemmon         | Mt. Lemmon Survey    |
| 293485 | 2007 FQ27              | 20 de març de 2007   | Mount Lemmon         | Mt. Lemmon Survey    |
| 293486 | 2007 FA28              | 20 de març de 2007   | Mount Lemmon         | Mt. Lemmon Survey    |
| 293487 | 2007 FL28              | 20 de març de 2007   | Mount Lemmon         | Mt. Lemmon Survey    |
| 293488 | 2007 FG30              | 20 de març de 2007   | Mount Lemmon         | Mt. Lemmon Survey    |
| 293489 | 2007 FS31              | 20 de març de 2007   | Kitt Peak            | Spacewatch           |
| 293490 | 2007 FR33              | 25 de març de 2007   | Mount Lemmon         | Mt. Lemmon Survey    |
| 293491 | 2007 FE37              | 26 de març de 2007   | Mount Lemmon         | Mt. Lemmon Survey    |
| 293492 | 2007 FP44              | 20 de març de 2007   | Kitt Peak            | Spacewatch           |
| 293493 | 2007 FG45              | 20 de març de 2007   | Kitt Peak            | Spacewatch           |
| 293494 | 2007 FO46              | 26 de març de 2007   | Mount Lemmon         | Mt. Lemmon Survey    |
| 293495 | 2007 FN49              | 16 de març de 2007   | Mount Lemmon         | Mt. Lemmon Survey    |
| 293496 | 2007 FE50              | 26 de març de 2007   | Kitt Peak            | Spacewatch           |
| 293497 | 2007 GQ                | 7 d'abril de 2007    | Mount Lemmon         | Mt. Lemmon Survey    |
| 293498 | 2007 GJ2               | 9 d'abril de 2007    | Siding Spring        | Siding Spring Survey |
| 293499 | 2007 GP5               | 14 d'abril de 2007   | Nogales              | J.-C. Merlin         |
| 293500 | 2007 GS7               | 7 d'abril de 2007    | Catalina             | CSS                  |

## 293501-293600
| Nom    | Designació provisional | Data de descobriment | Lloc de descobriment | Descobridor/s          |
| ------ | ---------------------- | -------------------- | -------------------- | ---------------------- |
| 293501 | 2007 GD9               | 8 d'abril de 2007    | Kitt Peak            | Spacewatch             |
| 293502 | 2007 GO10              | 11 d'abril de 2007   | Kitt Peak            | Spacewatch             |
| 293503 | 2007 GR10              | 11 d'abril de 2007   | Kitt Peak            | Spacewatch             |
| 293504 | 2007 GZ12              | 11 d'abril de 2007   | Kitt Peak            | Spacewatch             |
| 293505 | 2007 GR13              | 11 d'abril de 2007   | Kitt Peak            | Spacewatch             |
| 293506 | 2007 GY15              | 11 d'abril de 2007   | Mount Lemmon         | Mt. Lemmon Survey      |
| 293507 | 2007 GG19              | 11 d'abril de 2007   | Kitt Peak            | Spacewatch             |
| 293508 | 2007 GU19              | 11 d'abril de 2007   | Kitt Peak            | Spacewatch             |
| 293509 | 2007 GB20              | 11 d'abril de 2007   | Kitt Peak            | Spacewatch             |
| 293510 | 2007 GJ22              | 11 d'abril de 2007   | Mount Lemmon         | Mt. Lemmon Survey      |
| 293511 | 2007 GQ29              | 11 d'abril de 2007   | Siding Spring        | Siding Spring Survey   |
| 293512 | 2007 GW29              | 13 d'abril de 2007   | Siding Spring        | Siding Spring Survey   |
| 293513 | 2007 GC30              | 14 d'abril de 2007   | Mount Lemmon         | Mt. Lemmon Survey      |
| 293514 | 2007 GB31              | 14 d'abril de 2007   | Mount Lemmon         | Mt. Lemmon Survey      |
| 293515 | 2007 GE33              | 11 d'abril de 2007   | Catalina             | CSS                    |
| 293516 | 2007 GU34              | 14 d'abril de 2007   | Kitt Peak            | Spacewatch             |
| 293517 | 2007 GY34              | 14 d'abril de 2007   | Kitt Peak            | Spacewatch             |
| 293518 | 2007 GU36              | 14 d'abril de 2007   | Kitt Peak            | Spacewatch             |
| 293519 | 2007 GV37              | 14 d'abril de 2007   | Kitt Peak            | Spacewatch             |
| 293520 | 2007 GP46              | 14 d'abril de 2007   | Kitt Peak            | Spacewatch             |
| 293521 | 2007 GM47              | 14 d'abril de 2007   | Mount Lemmon         | Mt. Lemmon Survey      |
| 293522 | 2007 GS48              | 14 d'abril de 2007   | Kitt Peak            | Spacewatch             |
| 293523 | 2007 GL52              | 14 d'abril de 2007   | Kitt Peak            | Spacewatch             |
| 293524 | 2007 GA53              | 14 d'abril de 2007   | Kitt Peak            | Spacewatch             |
| 293525 | 2007 GG53              | 14 d'abril de 2007   | Mount Lemmon         | Mt. Lemmon Survey      |
| 293526 | 2007 GX54              | 15 d'abril de 2007   | Kitt Peak            | Spacewatch             |
| 293527 | 2007 GN60              | 15 d'abril de 2007   | Kitt Peak            | Spacewatch             |
| 293528 | 2007 GW60              | 15 d'abril de 2007   | Kitt Peak            | Spacewatch             |
| 293529 | 2007 GB62              | 15 d'abril de 2007   | Kitt Peak            | Spacewatch             |
| 293530 | 2007 GK62              | 15 d'abril de 2007   | Catalina             | CSS                    |
| 293531 | 2007 GR62              | 15 d'abril de 2007   | Catalina             | CSS                    |
| 293532 | 2007 GW64              | 15 d'abril de 2007   | Kitt Peak            | Spacewatch             |
| 293533 | 2007 GX65              | 15 d'abril de 2007   | Catalina             | CSS                    |
| 293534 | 2007 GG68              | 14 d'abril de 2007   | Kitt Peak            | Spacewatch             |
| 293535 | 2007 GK71              | 14 d'abril de 2007   | Kitt Peak            | Spacewatch             |
| 293536 | 2007 HL                | 16 d'abril de 2007   | Altschwendt          | W. Ries                |
| 293537 | 2007 HR1               | 16 d'abril de 2007   | Catalina             | CSS                    |
| 293538 | 2007 HS3               | 17 d'abril de 2007   | Catalina             | CSS                    |
| 293539 | 2007 HD6               | 16 d'abril de 2007   | Mount Lemmon         | Mt. Lemmon Survey      |
| 293540 | 2007 HQ6               | 16 d'abril de 2007   | Mount Lemmon         | Mt. Lemmon Survey      |
| 293541 | 2007 HS7               | 16 d'abril de 2007   | Purple Mountain      | PMO NEO Survey Program |
| 293542 | 2007 HR8               | 18 d'abril de 2007   | Mount Lemmon         | Mt. Lemmon Survey      |
| 293543 | 2007 HT12              | 16 d'abril de 2007   | Catalina             | CSS                    |
| 293544 | 2007 HN14              | 19 d'abril de 2007   | Kitt Peak            | Spacewatch             |
| 293545 | 2007 HK18              | 16 d'abril de 2007   | Mount Lemmon         | Mt. Lemmon Survey      |
| 293546 | 2007 HX20              | 18 d'abril de 2007   | Kitt Peak            | Spacewatch             |
| 293547 | 2007 HB25              | 18 d'abril de 2007   | Kitt Peak            | Spacewatch             |
| 293548 | 2007 HB27              | 18 d'abril de 2007   | Kitt Peak            | Spacewatch             |
| 293549 | 2007 HL27              | 18 d'abril de 2007   | Kitt Peak            | Spacewatch             |
| 293550 | 2007 HE28              | 18 d'abril de 2007   | Mount Lemmon         | Mt. Lemmon Survey      |
| 293551 | 2007 HH28              | 18 d'abril de 2007   | Mount Lemmon         | Mt. Lemmon Survey      |
| 293552 | 2007 HD31              | 19 d'abril de 2007   | Mount Lemmon         | Mt. Lemmon Survey      |
| 293553 | 2007 HJ36              | 19 d'abril de 2007   | Kitt Peak            | Spacewatch             |
| 293554 | 2007 HT36              | 19 d'abril de 2007   | Kitt Peak            | Spacewatch             |
| 293555 | 2007 HT37              | 20 d'abril de 2007   | Kitt Peak            | Spacewatch             |
| 293556 | 2007 HV37              | 20 d'abril de 2007   | Kitt Peak            | Spacewatch             |
| 293557 | 2007 HS38              | 20 d'abril de 2007   | Mount Lemmon         | Mt. Lemmon Survey      |
| 293558 | 2007 HC45              | 18 d'abril de 2007   | Catalina             | CSS                    |
| 293559 | 2007 HE46              | 19 d'abril de 2007   | Lulin                | LUSS                   |
| 293560 | 2007 HG48              | 20 d'abril de 2007   | Kitt Peak            | Spacewatch             |
| 293561 | 2007 HK49              | 20 d'abril de 2007   | Kitt Peak            | Spacewatch             |
| 293562 | 2007 HD51              | 20 d'abril de 2007   | Kitt Peak            | Spacewatch             |
| 293563 | 2007 HE52              | 20 d'abril de 2007   | Kitt Peak            | Spacewatch             |
| 293564 | 2007 HL53              | 20 d'abril de 2007   | Kitt Peak            | Spacewatch             |
| 293565 | 2007 HD55              | 22 d'abril de 2007   | Kitt Peak            | Spacewatch             |
| 293566 | 2007 HN57              | 22 d'abril de 2007   | Mount Lemmon         | Mt. Lemmon Survey      |
| 293567 | 2007 HE58              | 23 d'abril de 2007   | Catalina             | CSS                    |
| 293568 | 2007 HE64              | 22 d'abril de 2007   | Mount Lemmon         | Mt. Lemmon Survey      |
| 293569 | 2007 HE72              | 22 d'abril de 2007   | Kitt Peak            | Spacewatch             |
| 293570 | 2007 HA73              | 22 d'abril de 2007   | Kitt Peak            | Spacewatch             |
| 293571 | 2007 HH73              | 22 d'abril de 2007   | Kitt Peak            | Spacewatch             |
| 293572 | 2007 HP74              | 22 d'abril de 2007   | Kitt Peak            | Spacewatch             |
| 293573 | 2007 HB80              | 24 d'abril de 2007   | Kitt Peak            | Spacewatch             |
| 293574 | 2007 HS81              | 25 d'abril de 2007   | Mount Lemmon         | Mt. Lemmon Survey      |
| 293575 | 2007 HY81              | 25 d'abril de 2007   | Kitt Peak            | Spacewatch             |
| 293576 | 2007 HT82              | 22 d'abril de 2007   | Kitt Peak            | Spacewatch             |
| 293577 | 2007 HW82              | 24 d'abril de 2007   | Kitt Peak            | Spacewatch             |
| 293578 | 2007 HO83              | 23 d'abril de 2007   | Kitt Peak            | Spacewatch             |
| 293579 | 2007 HM89              | 23 d'abril de 2007   | Catalina             | CSS                    |
| 293580 | 2007 JA1               | 7 de maig de 2007    | Kitt Peak            | Spacewatch             |
| 293581 | 2007 JF1               | 7 de maig de 2007    | Kitt Peak            | Spacewatch             |
| 293582 | 2007 JD2               | 7 de maig de 2007    | Mount Lemmon         | Mt. Lemmon Survey      |
| 293583 | 2007 JM2               | 7 de maig de 2007    | Purple Mountain      | PMO NEO Survey Program |
| 293584 | 2007 JV2               | 9 de maig de 2007    | Eskridge             | G. Hug                 |
| 293585 | 2007 JB3               | 6 de maig de 2007    | Kitt Peak            | Spacewatch             |
| 293586 | 2007 JA9               | 9 de maig de 2007    | Mount Lemmon         | Mt. Lemmon Survey      |
| 293587 | 2007 JR9               | 10 de maig de 2007   | Mayhill              | A. Lowe                |
| 293588 | 2007 JO11              | 7 de maig de 2007    | Kitt Peak            | Spacewatch             |
| 293589 | 2007 JM16              | 11 de maig de 2007   | Tiki                 | S. F. Hoenig, N. Teamo |
| 293590 | 2007 JA19              | 9 de maig de 2007    | Kitt Peak            | Spacewatch             |
| 293591 | 2007 JY25              | 9 de maig de 2007    | Kitt Peak            | Spacewatch             |
| 293592 | 2007 JE29              | 10 de maig de 2007   | Mount Lemmon         | Mt. Lemmon Survey      |
| 293593 | 2007 JR29              | 11 de maig de 2007   | Kitt Peak            | Spacewatch             |
| 293594 | 2007 JO30              | 11 de maig de 2007   | Mount Lemmon         | Mt. Lemmon Survey      |
| 293595 | 2007 JS30              | 11 de maig de 2007   | Mount Lemmon         | Mt. Lemmon Survey      |
| 293596 | 2007 JG36              | 10 de maig de 2007   | Mount Lemmon         | Mt. Lemmon Survey      |
| 293597 | 2007 JY36              | 9 de maig de 2007    | Catalina             | CSS                    |
| 293598 | 2007 JE37              | 10 de maig de 2007   | Kitt Peak            | Spacewatch             |
| 293599 | 2007 JT38              | 13 de maig de 2007   | Mount Lemmon         | Mt. Lemmon Survey      |
| 293600 | 2007 JV40              | 13 de maig de 2007   | Kitt Peak            | Spacewatch             |

## 293601-293700
| Nom    | Designació provisional | Data de descobriment | Lloc de descobriment | Descobridor/s          |
| ------ | ---------------------- | -------------------- | -------------------- | ---------------------- |
| 293601 | 2007 JX40              | 13 de maig de 2007   | Kitt Peak            | Spacewatch             |
| 293602 | 2007 JM43              | 13 de maig de 2007   | Crni Vrh             | Crni Vrh               |
| 293603 | 2007 JP43              | 9 de maig de 2007    | Mount Lemmon         | Mt. Lemmon Survey      |
| 293604 | 2007 JX43              | 6 de maig de 2007    | Purple Mountain      | PMO NEO Survey Program |
| 293605 | 2007 KB                | 16 de maig de 2007   | Wrightwood           | J. W. Young            |
| 293606 | 2007 KL                | 16 de maig de 2007   | Kitt Peak            | Spacewatch             |
| 293607 | 2007 KT2               | 21 de maig de 2007   | Tiki                 | S. F. Hoenig, N. Teamo |
| 293608 | 2007 KZ6               | 23 de maig de 2007   | Reedy Creek          | J. Broughton           |
| 293609 | 2007 KF8               | 17 de maig de 2007   | Catalina             | CSS                    |
| 293610 | 2007 LO2               | 8 de juny de 2007    | Kitt Peak            | Spacewatch             |
| 293611 | 2007 LB4               | 8 de juny de 2007    | Kitt Peak            | Spacewatch             |
| 293612 | 2007 LS7               | 8 de juny de 2007    | Kitt Peak            | Spacewatch             |
| 293613 | 2007 LQ8               | 9 de juny de 2007    | Kitt Peak            | Spacewatch             |
| 293614 | 2007 LS16              | 10 de juny de 2007   | Kitt Peak            | Spacewatch             |
| 293615 | 2007 LF17              | 10 de juny de 2007   | Kitt Peak            | Spacewatch             |
| 293616 | 2007 LT24              | 14 de juny de 2007   | Kitt Peak            | Spacewatch             |
| 293617 | 2007 LK33              | 5 de juny de 2007    | Catalina             | CSS                    |
| 293618 | 2007 LQ33              | 12 de juny de 2007   | Catalina             | CSS                    |
| 293619 | 2007 LW36              | 12 de juny de 2007   | Kitt Peak            | Spacewatch             |
| 293620 | 2007 LP37              | 15 de juny de 2007   | Kitt Peak            | Spacewatch             |
| 293621 | 2007 MA                | 16 de juny de 2007   | Tiki                 | S. F. Hoenig, N. Teamo |
| 293622 | 2007 MB                | 16 de juny de 2007   | Tiki                 | S. F. Hoenig, N. Teamo |
| 293623 | 2007 MD2               | 16 de juny de 2007   | Kitt Peak            | Spacewatch             |
| 293624 | 2007 MY2               | 16 de juny de 2007   | Kitt Peak            | Spacewatch             |
| 293625 | 2007 MD4               | 17 de juny de 2007   | Eskridge             | G. Hug                 |
| 293626 | 2007 MG13              | 22 de juny de 2007   | Anderson Mesa        | LONEOS                 |
| 293627 | 2007 MN19              | 21 de juny de 2007   | Mount Lemmon         | Mt. Lemmon Survey      |
| 293628 | 2007 NE1               | 9 de juliol de 2007  | Reedy Creek          | J. Broughton           |
| 293629 | 2007 NW2               | 14 de juliol de 2007 | Dauban               | Chante-Perdrix         |
| 293630 | 2007 NR3               | 10 de juliol de 2007 | Reedy Creek          | J. Broughton           |
| 293631 | 2007 NP5               | 15 de juliol de 2007 | Tiki                 | S. F. Hoenig, N. Teamo |
| 293632 | 2007 OR2               | 20 de juliol de 2007 | Tiki                 | S. F. Hoenig, N. Teamo |
| 293633 | 2007 OT3               | 20 de juliol de 2007 | La Sagra             | La Sagra               |
| 293634 | 2007 OS4               | 21 de juliol de 2007 | Lulin                | LUSS                   |
| 293635 | 2007 OG5               | 22 de juliol de 2007 | Dauban               | Chante-Perdrix         |
| 293636 | 2007 OP6               | 21 de juliol de 2007 | Reedy Creek          | J. Broughton           |
| 293637 | 2007 OQ6               | 21 de juliol de 2007 | Reedy Creek          | J. Broughton           |
| 293638 | 2007 OR7               | 26 de juliol de 2007 | Sandlot              | G. Hug                 |
| 293639 | 2007 OU7               | 25 de juliol de 2007 | Reedy Creek          | J. Broughton           |
| 293640 | 2007 OX7               | 27 de juliol de 2007 | Dauban               | Chante-Perdrix         |
| 293641 | 2007 ON9               | 23 de juliol de 2007 | Crni Vrh             | Crni Vrh               |
| 293642 | 2007 OS9               | 24 de juliol de 2007 | Tiki                 | N. Teamo               |
| 293643 | 2007 OS10              | 18 de juliol de 2007 | Mount Lemmon         | Mt. Lemmon Survey      |
| 293644 | 2007 OY10              | 19 de juliol de 2007 | Mount Lemmon         | Mt. Lemmon Survey      |
| 293645 | 2007 PE                | 4 d'agost de 2007    | Pla D'Arguines       | R. Ferrando            |
| 293646 | 2007 PK                | 5 d'agost de 2007    | Dauban               | Chante-Perdrix         |
| 293647 | 2007 PU2               | 7 d'agost de 2007    | Reedy Creek          | J. Broughton           |
| 293648 | 2007 PX2               | 7 d'agost de 2007    | Reedy Creek          | J. Broughton           |
| 293649 | 2007 PJ3               | 6 d'agost de 2007    | Siding Spring        | Siding Spring Survey   |
| 293650 | 2007 PV6               | 9 d'agost de 2007    | Socorro              | LINEAR                 |
| 293651 | 2007 PB7               | 5 d'agost de 2007    | Socorro              | LINEAR                 |
| 293652 | 2007 PK9               | 12 d'agost de 2007   | Pla D'Arguines       | R. Ferrando            |
| 293653 | 2007 PL11              | 9 d'agost de 2007    | Kitt Peak            | Spacewatch             |
| 293654 | 2007 PS11              | 12 d'agost de 2007   | Purple Mountain      | PMO NEO Survey Program |
| 293655 | 2007 PP12              | 8 d'agost de 2007    | Socorro              | LINEAR                 |
| 293656 | 2007 PN13              | 8 d'agost de 2007    | Socorro              | LINEAR                 |
| 293657 | 2007 PD14              | 8 d'agost de 2007    | Socorro              | LINEAR                 |
| 293658 | 2007 PZ14              | 8 d'agost de 2007    | Socorro              | LINEAR                 |
| 293659 | 2007 PC15              | 8 d'agost de 2007    | Socorro              | LINEAR                 |
| 293660 | 2007 PD15              | 8 d'agost de 2007    | Socorro              | LINEAR                 |
| 293661 | 2007 PT15              | 8 d'agost de 2007    | Socorro              | LINEAR                 |
| 293662 | 2007 PW16              | 8 d'agost de 2007    | Socorro              | LINEAR                 |
| 293663 | 2007 PA18              | 9 d'agost de 2007    | Socorro              | LINEAR                 |
| 293664 | 2007 PL18              | 9 d'agost de 2007    | Socorro              | LINEAR                 |
| 293665 | 2007 PV18              | 9 d'agost de 2007    | Socorro              | LINEAR                 |
| 293666 | 2007 PA19              | 9 d'agost de 2007    | Socorro              | LINEAR                 |
| 293667 | 2007 PD19              | 9 d'agost de 2007    | Socorro              | LINEAR                 |
| 293668 | 2007 PW19              | 9 d'agost de 2007    | Kitt Peak            | Spacewatch             |
| 293669 | 2007 PK22              | 10 d'agost de 2007   | Kitt Peak            | Spacewatch             |
| 293670 | 2007 PV22              | 11 d'agost de 2007   | Socorro              | LINEAR                 |
| 293671 | 2007 PX22              | 11 d'agost de 2007   | Socorro              | LINEAR                 |
| 293672 | 2007 PA23              | 11 d'agost de 2007   | Socorro              | LINEAR                 |
| 293673 | 2007 PH24              | 12 d'agost de 2007   | Socorro              | LINEAR                 |
| 293674 | 2007 PC25              | 9 d'agost de 2007    | Reedy Creek          | J. Broughton           |
| 293675 | 2007 PY25              | 8 d'agost de 2007    | Socorro              | LINEAR                 |
| 293676 | 2007 PC26              | 10 d'agost de 2007   | Kitt Peak            | Spacewatch             |
| 293677 | 2007 PX26              | 7 d'agost de 2007    | Palomar              | Palomar                |
| 293678 | 2007 PH27              | 10 d'agost de 2007   | Tiki                 | S. F. Hoenig, N. Teamo |
| 293679 | 2007 PO28              | 14 d'agost de 2007   | Altschwendt          | W. Ries                |
| 293680 | 2007 PY30              | 5 d'agost de 2007    | Socorro              | LINEAR                 |
| 293681 | 2007 PX31              | 8 d'agost de 2007    | Socorro              | LINEAR                 |
| 293682 | 2007 PH33              | 10 d'agost de 2007   | Kitt Peak            | Spacewatch             |
| 293683 | 2007 PS33              | 12 d'agost de 2007   | Socorro              | LINEAR                 |
| 293684 | 2007 PU33              | 12 d'agost de 2007   | Socorro              | LINEAR                 |
| 293685 | 2007 PW33              | 10 d'agost de 2007   | Kitt Peak            | Spacewatch             |
| 293686 | 2007 PA34              | 12 d'agost de 2007   | Socorro              | LINEAR                 |
| 293687 | 2007 PB34              | 12 d'agost de 2007   | Socorro              | LINEAR                 |
| 293688 | 2007 PS34              | 9 d'agost de 2007    | Socorro              | LINEAR                 |
| 293689 | 2007 PX34              | 9 d'agost de 2007    | Kitt Peak            | Spacewatch             |
| 293690 | 2007 PB35              | 9 d'agost de 2007    | Socorro              | LINEAR                 |
| 293691 | 2007 PG35              | 9 d'agost de 2007    | Socorro              | LINEAR                 |
| 293692 | 2007 PB36              | 12 d'agost de 2007   | Purple Mountain      | PMO NEO Survey Program |
| 293693 | 2007 PW37              | 13 d'agost de 2007   | Socorro              | LINEAR                 |
| 293694 | 2007 PY38              | 12 d'agost de 2007   | Bergisch Gladbac     | W. Bickel              |
| 293695 | 2007 PB39              | 14 d'agost de 2007   | Bergisch Gladbac     | W. Bickel              |
| 293696 | 2007 PF39              | 15 d'agost de 2007   | La Sagra             | La Sagra               |
| 293697 | 2007 PJ40              | 13 d'agost de 2007   | Socorro              | LINEAR                 |
| 293698 | 2007 PK40              | 13 d'agost de 2007   | Socorro              | LINEAR                 |
| 293699 | 2007 PN42              | 14 d'agost de 2007   | La Sagra             | La Sagra               |
| 293700 | 2007 PP42              | 6 d'agost de 2007    | Socorro              | LINEAR                 |

## 293701-293800
| Nom                     | Designació provisional | Data de descobriment   | Lloc de descobriment | Descobridor/s          |
| ----------------------- | ---------------------- | ---------------------- | -------------------- | ---------------------- |
| 293701                  | 2007 PK43              | 10 d'agost de 2007     | Kitt Peak            | Spacewatch             |
| 293702                  | 2007 PM45              | 11 d'agost de 2007     | Siding Spring        | Siding Spring Survey   |
| 293703                  | 2007 PL49              | 9 d'agost de 2007      | Socorro              | LINEAR                 |
| 293704                  | 2007 QG                | 16 d'agost de 2007     | Bisei SG Center      | BATTeRS                |
| 293705                  | 2007 QK                | 16 d'agost de 2007     | Great Shefford       | P. Birtwhistle         |
| 293706                  | 2007 QK1               | 19 d'agost de 2007     | Bisei SG Center      | BATTeRS                |
| 293707 Govoradloanatoly | 2007 QT1               | 16 d'agost de 2007     | Andrushivka          | Andrushivka            |
| 293708                  | 2007 QW5               | 21 d'agost de 2007     | Anderson Mesa        | LONEOS                 |
| 293709                  | 2007 QG7               | 21 d'agost de 2007     | Anderson Mesa        | LONEOS                 |
| 293710                  | 2007 QG9               | 22 d'agost de 2007     | Socorro              | LINEAR                 |
| 293711                  | 2007 QK9               | 22 d'agost de 2007     | Socorro              | LINEAR                 |
| 293712                  | 2007 QM9               | 22 d'agost de 2007     | Socorro              | LINEAR                 |
| 293713                  | 2007 QH14              | 16 d'agost de 2007     | Purple Mountain      | PMO NEO Survey Program |
| 293714                  | 2007 QZ15              | 21 d'agost de 2007     | Anderson Mesa        | LONEOS                 |
| 293715                  | 2007 QN16              | 16 d'agost de 2007     | Purple Mountain      | PMO NEO Survey Program |
| 293716                  | 2007 QD17              | 22 d'agost de 2007     | Socorro              | LINEAR                 |
| 293717                  | 2007 QR17              | 24 d'agost de 2007     | Kitt Peak            | Spacewatch             |
| 293718                  | 2007 RP                | 1 de setembre de 2007  | Siding Spring        | K. Sarneczky, L. Kiss  |
| 293719                  | 2007 RQ                | 1 de setembre de 2007  | Siding Spring        | K. Sarneczky, L. Kiss  |
| 293720                  | 2007 RX1               | 1 de setembre de 2007  | Siding Spring        | K. Sarneczky, L. Kiss  |
| 293721                  | 2007 RT4               | 3 de setembre de 2007  | Catalina             | CSS                    |
| 293722                  | 2007 RN5               | 3 de setembre de 2007  | La Sagra             | La Sagra               |
| 293723                  | 2007 RT13              | 11 de setembre de 2007 | Eskridge             | G. Hug                 |
| 293724                  | 2007 RJ15              | 12 de setembre de 2007 | Laurel               | D. Skillman            |
| 293725                  | 2007 RS16              | 12 de setembre de 2007 | Goodricke-Pigott     | R. A. Tucker           |
| 293726                  | 2007 RQ17              | 13 de setembre de 2007 | Mount Lemmon         | Mt. Lemmon Survey      |
| 293727                  | 2007 RZ17              | 12 de setembre de 2007 | Bisei SG Center      | BATTeRS                |
| 293728                  | 2007 RT20              | 3 de setembre de 2007  | Catalina             | CSS                    |
| 293729                  | 2007 RU22              | 3 de setembre de 2007  | Catalina             | CSS                    |
| 293730                  | 2007 RV26              | 4 de setembre de 2007  | Mount Lemmon         | Mt. Lemmon Survey      |
| 293731                  | 2007 RJ27              | 4 de setembre de 2007  | Mount Lemmon         | Mt. Lemmon Survey      |
| 293732                  | 2007 RL28              | 4 de setembre de 2007  | Catalina             | CSS                    |
| 293733                  | 2007 RY29              | 5 de setembre de 2007  | Mount Lemmon         | Mt. Lemmon Survey      |
| 293734                  | 2007 RR30              | 5 de setembre de 2007  | Catalina             | CSS                    |
| 293735                  | 2007 RB32              | 5 de setembre de 2007  | Catalina             | CSS                    |
| 293736                  | 2007 RY33              | 5 de setembre de 2007  | Mount Lemmon         | Mt. Lemmon Survey      |
| 293737                  | 2007 RV36              | 8 de setembre de 2007  | Anderson Mesa        | LONEOS                 |
| 293738                  | 2007 RB37              | 8 de setembre de 2007  | Anderson Mesa        | LONEOS                 |
| 293739                  | 2007 RE37              | 8 de setembre de 2007  | Anderson Mesa        | LONEOS                 |
| 293740                  | 2007 RQ38              | 8 de setembre de 2007  | Anderson Mesa        | LONEOS                 |
| 293741                  | 2007 RE40              | 9 de setembre de 2007  | Kitt Peak            | Spacewatch             |
| 293742                  | 2007 RB44              | 9 de setembre de 2007  | Kitt Peak            | Spacewatch             |
| 293743                  | 2007 RL45              | 9 de setembre de 2007  | Kitt Peak            | Spacewatch             |
| 293744                  | 2007 RP45              | 9 de setembre de 2007  | Kitt Peak            | Spacewatch             |
| 293745                  | 2007 RM46              | 9 de setembre de 2007  | Kitt Peak            | Spacewatch             |
| 293746                  | 2007 RQ49              | 9 de setembre de 2007  | Mount Lemmon         | Mt. Lemmon Survey      |
| 293747                  | 2007 RF52              | 9 de setembre de 2007  | Kitt Peak            | Spacewatch             |
| 293748                  | 2007 RO54              | 9 de setembre de 2007  | Kitt Peak            | Spacewatch             |
| 293749                  | 2007 RE56              | 9 de setembre de 2007  | Kitt Peak            | Spacewatch             |
| 293750                  | 2007 RS57              | 9 de setembre de 2007  | Mount Lemmon         | Mt. Lemmon Survey      |
| 293751                  | 2007 RK58              | 9 de setembre de 2007  | Mount Lemmon         | Mt. Lemmon Survey      |
| 293752                  | 2007 RJ69              | 10 de setembre de 2007 | Kitt Peak            | Spacewatch             |
| 293753                  | 2007 RA81              | 10 de setembre de 2007 | Catalina             | CSS                    |
| 293754                  | 2007 RR83              | 10 de setembre de 2007 | Mount Lemmon         | Mt. Lemmon Survey      |
| 293755                  | 2007 RU83              | 10 de setembre de 2007 | Mount Lemmon         | Mt. Lemmon Survey      |
| 293756                  | 2007 RN85              | 10 de setembre de 2007 | Mount Lemmon         | Mt. Lemmon Survey      |
| 293757                  | 2007 RS88              | 10 de setembre de 2007 | Mount Lemmon         | Mt. Lemmon Survey      |
| 293758                  | 2007 RY89              | 10 de setembre de 2007 | Mount Lemmon         | Mt. Lemmon Survey      |
| 293759                  | 2007 RX90              | 10 de setembre de 2007 | Mount Lemmon         | Mt. Lemmon Survey      |
| 293760                  | 2007 RJ91              | 10 de setembre de 2007 | Mount Lemmon         | Mt. Lemmon Survey      |
| 293761                  | 2007 RX91              | 10 de setembre de 2007 | Mount Lemmon         | Mt. Lemmon Survey      |
| 293762                  | 2007 RP92              | 10 de setembre de 2007 | Mount Lemmon         | Mt. Lemmon Survey      |
| 293763                  | 2007 RE95              | 10 de setembre de 2007 | Kitt Peak            | Spacewatch             |
| 293764                  | 2007 RP95              | 10 de setembre de 2007 | Kitt Peak            | Spacewatch             |
| 293765                  | 2007 RT95              | 10 de setembre de 2007 | Kitt Peak            | Spacewatch             |
| 293766                  | 2007 RC96              | 10 de setembre de 2007 | Kitt Peak            | Spacewatch             |
| 293767                  | 2007 RG96              | 10 de setembre de 2007 | Kitt Peak            | Spacewatch             |
| 293768                  | 2007 RH97              | 10 de setembre de 2007 | Kitt Peak            | Spacewatch             |
| 293769                  | 2007 RG98              | 10 de setembre de 2007 | Kitt Peak            | Spacewatch             |
| 293770                  | 2007 RC103             | 11 de setembre de 2007 | Catalina             | CSS                    |
| 293771                  | 2007 RO103             | 11 de setembre de 2007 | Catalina             | CSS                    |
| 293772                  | 2007 RX103             | 11 de setembre de 2007 | Catalina             | CSS                    |
| 293773                  | 2007 RN104             | 11 de setembre de 2007 | Mount Lemmon         | Mt. Lemmon Survey      |
| 293774                  | 2007 RB110             | 11 de setembre de 2007 | Mount Lemmon         | Mt. Lemmon Survey      |
| 293775                  | 2007 RX111             | 11 de setembre de 2007 | Kitt Peak            | Spacewatch             |
| 293776                  | 2007 RJ116             | 11 de setembre de 2007 | Kitt Peak            | Spacewatch             |
| 293777                  | 2007 RR117             | 11 de setembre de 2007 | Kitt Peak            | Spacewatch             |
| 293778                  | 2007 RA118             | 11 de setembre de 2007 | Kitt Peak            | Spacewatch             |
| 293779                  | 2007 RU119             | 11 de setembre de 2007 | Purple Mountain      | PMO NEO Survey Program |
| 293780                  | 2007 RQ123             | 12 de setembre de 2007 | Mount Lemmon         | Mt. Lemmon Survey      |
| 293781                  | 2007 RA124             | 12 de setembre de 2007 | Catalina             | CSS                    |
| 293782                  | 2007 RY125             | 12 de setembre de 2007 | Mount Lemmon         | Mt. Lemmon Survey      |
| 293783                  | 2007 RA126             | 12 de setembre de 2007 | Catalina             | CSS                    |
| 293784                  | 2007 RY126             | 12 de setembre de 2007 | Mount Lemmon         | Mt. Lemmon Survey      |
| 293785                  | 2007 RF130             | 12 de setembre de 2007 | Mount Lemmon         | Mt. Lemmon Survey      |
| 293786                  | 2007 RZ131             | 12 de setembre de 2007 | Mount Lemmon         | Mt. Lemmon Survey      |
| 293787                  | 2007 RB134             | 11 de setembre de 2007 | Purple Mountain      | PMO NEO Survey Program |
| 293788                  | 2007 RN134             | 12 de setembre de 2007 | Catalina             | CSS                    |
| 293789                  | 2007 RK136             | 14 de setembre de 2007 | Mount Lemmon         | Mt. Lemmon Survey      |
| 293790                  | 2007 RM137             | 14 de setembre de 2007 | Mount Lemmon         | Mt. Lemmon Survey      |
| 293791                  | 2007 RJ139             | 7 de setembre de 2007  | Socorro              | LINEAR                 |
| 293792                  | 2007 RS139             | 13 de setembre de 2007 | Socorro              | LINEAR                 |
| 293793                  | 2007 RA140             | 13 de setembre de 2007 | Socorro              | LINEAR                 |
| 293794                  | 2007 RO140             | 13 de setembre de 2007 | Socorro              | LINEAR                 |
| 293795                  | 2007 RH141             | 13 de setembre de 2007 | Socorro              | LINEAR                 |
| 293796                  | 2007 RY141             | 13 de setembre de 2007 | Socorro              | LINEAR                 |
| 293797                  | 2007 RP142             | 13 de setembre de 2007 | Socorro              | LINEAR                 |
| 293798                  | 2007 RY143             | 14 de setembre de 2007 | Socorro              | LINEAR                 |
| 293799                  | 2007 RL146             | 15 de setembre de 2007 | Socorro              | LINEAR                 |
| 293800                  | 2007 RY147             | 11 de setembre de 2007 | Purple Mountain      | PMO NEO Survey Program |

## 293801-293900
| Nom              | Designació provisional | Data de descobriment   | Lloc de descobriment | Descobridor/s          |
| ---------------- | ---------------------- | ---------------------- | -------------------- | ---------------------- |
| 293801           | 2007 RG148             | 11 de setembre de 2007 | Purple Mountain      | PMO NEO Survey Program |
| 293802           | 2007 RO148             | 12 de setembre de 2007 | Catalina             | CSS                    |
| 293803           | 2007 RU152             | 10 de setembre de 2007 | Kitt Peak            | Spacewatch             |
| 293804           | 2007 RZ153             | 10 de setembre de 2007 | Kitt Peak            | Spacewatch             |
| 293805           | 2007 RL154             | 10 de setembre de 2007 | Catalina             | CSS                    |
| 293806           | 2007 RO154             | 10 de setembre de 2007 | Catalina             | CSS                    |
| 293807           | 2007 RD159             | 12 de setembre de 2007 | Mount Lemmon         | Mt. Lemmon Survey      |
| 293808           | 2007 RK161             | 13 de setembre de 2007 | Anderson Mesa        | LONEOS                 |
| 293809 Zugspitze | 2007 RD162             | 15 de setembre de 2007 | Taunus               | S. Karge, R. Kling     |
| 293810           | 2007 RN162             | 10 de setembre de 2007 | Kitt Peak            | Spacewatch             |
| 293811           | 2007 RU163             | 10 de setembre de 2007 | Kitt Peak            | Spacewatch             |
| 293812           | 2007 RJ164             | 10 de setembre de 2007 | Kitt Peak            | Spacewatch             |
| 293813           | 2007 RO166             | 10 de setembre de 2007 | Kitt Peak            | Spacewatch             |
| 293814           | 2007 RU167             | 10 de setembre de 2007 | Kitt Peak            | Spacewatch             |
| 293815           | 2007 RN172             | 10 de setembre de 2007 | Kitt Peak            | Spacewatch             |
| 293816           | 2007 RJ173             | 10 de setembre de 2007 | Kitt Peak            | Spacewatch             |
| 293817           | 2007 RR174             | 10 de setembre de 2007 | Kitt Peak            | Spacewatch             |
| 293818           | 2007 RT179             | 10 de setembre de 2007 | Mount Lemmon         | Mt. Lemmon Survey      |
| 293819           | 2007 RH180             | 11 de setembre de 2007 | Catalina             | CSS                    |
| 293820           | 2007 RF186             | 13 de setembre de 2007 | Kitt Peak            | Spacewatch             |
| 293821           | 2007 RD188             | 8 de setembre de 2007  | Dauban               | Chante-Perdrix         |
| 293822           | 2007 RC191             | 11 de setembre de 2007 | Kitt Peak            | Spacewatch             |
| 293823           | 2007 RY192             | 12 de setembre de 2007 | Kitt Peak            | Spacewatch             |
| 293824           | 2007 RH194             | 12 de setembre de 2007 | Kitt Peak            | Spacewatch             |
| 293825           | 2007 RH202             | 13 de setembre de 2007 | Kitt Peak            | Spacewatch             |
| 293826           | 2007 RT203             | 13 de setembre de 2007 | Kitt Peak            | Spacewatch             |
| 293827           | 2007 RW203             | 8 de setembre de 2007  | Anderson Mesa        | LONEOS                 |
| 293828           | 2007 RB204             | 9 de setembre de 2007  | Kitt Peak            | Spacewatch             |
| 293829           | 2007 RC204             | 9 de setembre de 2007  | Kitt Peak            | Spacewatch             |
| 293830           | 2007 RQ204             | 9 de setembre de 2007  | Kitt Peak            | Spacewatch             |
| 293831           | 2007 RG205             | 9 de setembre de 2007  | Kitt Peak            | Spacewatch             |
| 293832           | 2007 RT205             | 10 de setembre de 2007 | Kitt Peak            | Spacewatch             |
| 293833           | 2007 RW205             | 10 de setembre de 2007 | Kitt Peak            | Spacewatch             |
| 293834           | 2007 RM206             | 10 de setembre de 2007 | Kitt Peak            | Spacewatch             |
| 293835           | 2007 RO206             | 10 de setembre de 2007 | Kitt Peak            | Spacewatch             |
| 293836           | 2007 RQ206             | 10 de setembre de 2007 | Kitt Peak            | Spacewatch             |
| 293837           | 2007 RW208             | 10 de setembre de 2007 | Kitt Peak            | Spacewatch             |
| 293838           | 2007 RV210             | 11 de setembre de 2007 | Kitt Peak            | Spacewatch             |
| 293839           | 2007 RD212             | 11 de setembre de 2007 | Kitt Peak            | Spacewatch             |
| 293840           | 2007 RO213             | 12 de setembre de 2007 | Mount Lemmon         | Mt. Lemmon Survey      |
| 293841           | 2007 RO216             | 13 de setembre de 2007 | Catalina             | CSS                    |
| 293842           | 2007 RT216             | 13 de setembre de 2007 | Catalina             | CSS                    |
| 293843           | 2007 RZ216             | 13 de setembre de 2007 | Anderson Mesa        | LONEOS                 |
| 293844           | 2007 RF217             | 13 de setembre de 2007 | Mount Lemmon         | Mt. Lemmon Survey      |
| 293845           | 2007 RQ225             | 10 de setembre de 2007 | Kitt Peak            | Spacewatch             |
| 293846           | 2007 RE227             | 10 de setembre de 2007 | Kitt Peak            | Spacewatch             |
| 293847           | 2007 RD228             | 10 de setembre de 2007 | Mount Lemmon         | Mt. Lemmon Survey      |
| 293848           | 2007 RY228             | 11 de setembre de 2007 | Kitt Peak            | Spacewatch             |
| 293849           | 2007 RA231             | 11 de setembre de 2007 | Kitt Peak            | Spacewatch             |
| 293850           | 2007 RN233             | 12 de setembre de 2007 | Catalina             | CSS                    |
| 293851           | 2007 RX234             | 12 de setembre de 2007 | Mount Lemmon         | Mt. Lemmon Survey      |
| 293852           | 2007 RQ236             | 13 de setembre de 2007 | Mount Lemmon         | Mt. Lemmon Survey      |
| 293853           | 2007 RU236             | 13 de setembre de 2007 | Mount Lemmon         | Mt. Lemmon Survey      |
| 293854           | 2007 RU238             | 14 de setembre de 2007 | Catalina             | CSS                    |
| 293855           | 2007 RC239             | 14 de setembre de 2007 | Anderson Mesa        | LONEOS                 |
| 293856           | 2007 RY241             | 22 de setembre de 2003 | Palomar              | NEAT                   |
| 293857           | 2007 RN242             | 15 de setembre de 2007 | Socorro              | LINEAR                 |
| 293858           | 2007 RA243             | 15 de setembre de 2007 | Socorro              | LINEAR                 |
| 293859           | 2007 RG243             | 15 de setembre de 2007 | Socorro              | LINEAR                 |
| 293860           | 2007 RD244             | 15 de setembre de 2007 | Socorro              | LINEAR                 |
| 293861           | 2007 RN244             | 11 de setembre de 2007 | Kitt Peak            | Spacewatch             |
| 293862           | 2007 RE245             | 11 de setembre de 2007 | Kitt Peak            | Spacewatch             |
| 293863           | 2007 RR245             | 12 de setembre de 2007 | Catalina             | CSS                    |
| 293864           | 2007 RY246             | 12 de setembre de 2007 | Catalina             | CSS                    |
| 293865           | 2007 RM249             | 13 de setembre de 2007 | Catalina             | CSS                    |
| 293866           | 2007 RJ252             | 13 de setembre de 2007 | Catalina             | CSS                    |
| 293867           | 2007 RJ253             | 13 de setembre de 2007 | Mount Lemmon         | Mt. Lemmon Survey      |
| 293868           | 2007 RD259             | 14 de setembre de 2007 | Mount Lemmon         | Mt. Lemmon Survey      |
| 293869           | 2007 RL260             | 14 de setembre de 2007 | Mount Lemmon         | Mt. Lemmon Survey      |
| 293870           | 2007 RN260             | 14 de setembre de 2007 | Mount Lemmon         | Mt. Lemmon Survey      |
| 293871           | 2007 RV262             | 15 de setembre de 2007 | Kitt Peak            | Spacewatch             |
| 293872           | 2007 RF265             | 15 de setembre de 2007 | Mount Lemmon         | Mt. Lemmon Survey      |
| 293873           | 2007 RG265             | 15 de setembre de 2007 | Mount Lemmon         | Mt. Lemmon Survey      |
| 293874           | 2007 RT267             | 15 de setembre de 2007 | Kitt Peak            | Spacewatch             |
| 293875           | 2007 RZ270             | 15 de setembre de 2007 | Kitt Peak            | Spacewatch             |
| 293876           | 2007 RM271             | 15 de setembre de 2007 | Mount Lemmon         | Mt. Lemmon Survey      |
| 293877           | 2007 RL272             | 15 de setembre de 2007 | Kitt Peak            | Spacewatch             |
| 293878 Tapping   | 2007 RV274             | 30 de setembre de 2003 | Mauna Kea            | D. D. Balam            |
| 293879           | 2007 RA278             | 5 de setembre de 2007  | Catalina             | CSS                    |
| 293880           | 2007 RZ283             | 9 de setembre de 2007  | Mount Lemmon         | Mt. Lemmon Survey      |
| 293881           | 2007 RH285             | 13 de setembre de 2007 | Mount Lemmon         | Mt. Lemmon Survey      |
| 293882           | 2007 RP285             | 14 de setembre de 2007 | Mount Lemmon         | Mt. Lemmon Survey      |
| 293883           | 2007 RS285             | 14 de setembre de 2007 | Mount Lemmon         | Mt. Lemmon Survey      |
| 293884           | 2007 RT285             | 14 de setembre de 2007 | Mount Lemmon         | Mt. Lemmon Survey      |
| 293885           | 2007 RV285             | 14 de setembre de 2007 | Mount Lemmon         | Mt. Lemmon Survey      |
| 293886           | 2007 RR286             | 4 de setembre de 2007  | Mount Lemmon         | Mt. Lemmon Survey      |
| 293887           | 2007 RH290             | 10 de setembre de 2007 | Mount Lemmon         | Mt. Lemmon Survey      |
| 293888           | 2007 RR290             | 10 de setembre de 2007 | Mount Lemmon         | Mt. Lemmon Survey      |
| 293889           | 2007 RR292             | 12 de setembre de 2007 | Mount Lemmon         | Mt. Lemmon Survey      |
| 293890           | 2007 RK293             | 13 de setembre de 2007 | Mount Lemmon         | Mt. Lemmon Survey      |
| 293891           | 2007 RK294             | 13 de setembre de 2007 | Mount Lemmon         | Mt. Lemmon Survey      |
| 293892           | 2007 RO296             | 3 de setembre de 2007  | Catalina             | CSS                    |
| 293893           | 2007 RO297             | 11 de setembre de 2007 | Kitt Peak            | Spacewatch             |
| 293894           | 2007 RU297             | 3 de setembre de 2007  | Catalina             | CSS                    |
| 293895           | 2007 RS298             | 10 de setembre de 2007 | Mount Lemmon         | Mt. Lemmon Survey      |
| 293896           | 2007 RH299             | 15 de setembre de 2007 | Kitt Peak            | Spacewatch             |
| 293897           | 2007 RZ300             | 12 de setembre de 2007 | Mount Lemmon         | Mt. Lemmon Survey      |
| 293898           | 2007 RC301             | 12 de setembre de 2007 | Kitt Peak            | Spacewatch             |
| 293899           | 2007 RR302             | 10 de setembre de 2007 | Kitt Peak            | Spacewatch             |
| 293900           | 2007 RT302             | 12 de setembre de 2007 | Catalina             | CSS                    |

## 293901-294000
| Nom               | Designació provisional | Data de descobriment   | Lloc de descobriment | Descobridor/s      |
| ----------------- | ---------------------- | ---------------------- | -------------------- | ------------------ |
| 293901            | 2007 RX302             | 13 de setembre de 2007 | Mount Lemmon         | Mt. Lemmon Survey  |
| 293902            | 2007 RG309             | 10 de setembre de 2007 | Kitt Peak            | Spacewatch         |
| 293903            | 2007 RB314             | 13 de setembre de 2007 | Catalina             | CSS                |
| 293904            | 2007 RH314             | 14 de setembre de 2007 | Mount Lemmon         | Mt. Lemmon Survey  |
| 293905            | 2007 RJ314             | 15 de setembre de 2007 | Catalina             | CSS                |
| 293906            | 2007 RO317             | 10 de setembre de 2007 | Mount Lemmon         | Mt. Lemmon Survey  |
| 293907            | 2007 RU317             | 13 de setembre de 2007 | Catalina             | CSS                |
| 293908            | 2007 SP                | 18 de setembre de 2007 | Mayhill              | A. Lowe            |
| 293909 Matterhorn | 2007 SS2               | 16 de setembre de 2007 | Taunus               | S. Karge, R. Kling |
| 293910            | 2007 SX4               | 18 de setembre de 2007 | Socorro              | LINEAR             |
| 293911            | 2007 SK5               | 18 de setembre de 2007 | Socorro              | LINEAR             |
| 293912            | 2007 SC6               | 21 de setembre de 2007 | Socorro              | LINEAR             |
| 293913            | 2007 SP8               | 18 de setembre de 2007 | Kitt Peak            | Spacewatch         |
| 293914            | 2007 SH10              | 19 de setembre de 2007 | Kitt Peak            | Spacewatch         |
| 293915            | 2007 SK11              | 20 de setembre de 2007 | Catalina             | CSS                |
| 293916            | 2007 SQ13              | 19 de setembre de 2007 | Kitt Peak            | Spacewatch         |
| 293917            | 2007 SU13              | 19 de setembre de 2007 | Kitt Peak            | Spacewatch         |
| 293918            | 2007 SL14              | 20 de setembre de 2007 | Kitt Peak            | Spacewatch         |
| 293919            | 2007 SP15              | 30 de setembre de 2007 | Kitt Peak            | Spacewatch         |
| 293920            | 2007 SE16              | 30 de setembre de 2007 | Kitt Peak            | Spacewatch         |
| 293921            | 2007 SL16              | 30 de setembre de 2007 | Kitt Peak            | Spacewatch         |
| 293922            | 2007 SR18              | 20 de setembre de 2007 | Kitt Peak            | Spacewatch         |
| 293923            | 2007 SR22              | 19 de setembre de 2007 | Socorro              | LINEAR             |
| 293924            | 2007 SX22              | 21 de setembre de 2007 | Socorro              | LINEAR             |
| 293925            | 2007 SF23              | 25 de setembre de 2007 | Mount Lemmon         | Mt. Lemmon Survey  |
| 293926 Harrystine | 2007 TJ1               | 2 d'octubre de 2007    | Charleston           |                    |
| 293927            | 2007 TR1               | 4 d'octubre de 2007    | Mount Lemmon         | Mt. Lemmon Survey  |
| 293928            | 2007 TF2               | 4 d'octubre de 2007    | Kitt Peak            | Spacewatch         |
| 293929            | 2007 TB4               | 6 d'octubre de 2007    | Pla D'Arguines       | R. Ferrando        |
| 293930            | 2007 TQ4               | 6 d'octubre de 2007    | 7300                 | W. K. Y. Yeung     |
| 293931            | 2007 TU5               | 6 d'octubre de 2007    | Socorro              | LINEAR             |
| 293932            | 2007 TO6               | 6 d'octubre de 2007    | Dauban               | Chante-Perdrix     |
| 293933            | 2007 TX6               | 6 d'octubre de 2007    | La Sagra             | La Sagra           |
| 293934 MPIA       | 2007 TM8               | 8 d'octubre de 2007    | Heidelberg           | F. Hormuth         |
| 293935            | 2007 TL9               | 6 d'octubre de 2007    | Socorro              | LINEAR             |
| 293936            | 2007 TM11              | 6 d'octubre de 2007    | Socorro              | LINEAR             |
| 293937            | 2007 TG12              | 6 d'octubre de 2007    | Socorro              | LINEAR             |
| 293938            | 2007 TM12              | 6 d'octubre de 2007    | Socorro              | LINEAR             |
| 293939            | 2007 TT12              | 6 d'octubre de 2007    | Socorro              | LINEAR             |
| 293940            | 2007 TX12              | 6 d'octubre de 2007    | Socorro              | LINEAR             |
| 293941            | 2007 TU13              | 7 d'octubre de 2007    | Socorro              | LINEAR             |
| 293942            | 2007 TS15              | 4 d'octubre de 2007    | Kitt Peak            | Spacewatch         |
| 293943            | 2007 TK16              | 8 d'octubre de 2007    | Crni Vrh             | Crni Vrh           |
| 293944            | 2007 TQ18              | 9 d'octubre de 2007    | Eskridge             | G. Hug             |
| 293945            | 2007 TB20              | 6 d'octubre de 2007    | Socorro              | LINEAR             |
| 293946            | 2007 TE20              | 6 d'octubre de 2007    | Socorro              | LINEAR             |
| 293947            | 2007 TO23              | 10 d'octubre de 2007   | Mount Lemmon         | Mt. Lemmon Survey  |
| 293948            | 2007 TF24              | 7 d'octubre de 2007    | Catalina             | CSS                |
| 293949            | 2007 TG27              | 4 d'octubre de 2007    | Kitt Peak            | Spacewatch         |
| 293950            | 2007 TU28              | 4 d'octubre de 2007    | Kitt Peak            | Spacewatch         |
| 293951            | 2007 TX28              | 4 d'octubre de 2007    | Kitt Peak            | Spacewatch         |
| 293952            | 2007 TX29              | 4 d'octubre de 2007    | Kitt Peak            | Spacewatch         |
| 293953            | 2007 TR30              | 4 d'octubre de 2007    | Kitt Peak            | Spacewatch         |
| 293954            | 2007 TG32              | 6 d'octubre de 2007    | Kitt Peak            | Spacewatch         |
| 293955            | 2007 TM33              | 6 d'octubre de 2007    | Kitt Peak            | Spacewatch         |
| 293956            | 2007 TL35              | 7 d'octubre de 2007    | Catalina             | CSS                |
| 293957            | 2007 TN35              | 7 d'octubre de 2007    | Catalina             | CSS                |
| 293958            | 2007 TS35              | 7 d'octubre de 2007    | Catalina             | CSS                |
| 293959            | 2007 TG40              | 6 d'octubre de 2007    | Kitt Peak            | Spacewatch         |
| 293960            | 2007 TN41              | 6 d'octubre de 2007    | Kitt Peak            | Spacewatch         |
| 293961            | 2007 TR41              | 6 d'octubre de 2007    | Kitt Peak            | Spacewatch         |
| 293962            | 2007 TY43              | 7 d'octubre de 2007    | Mount Lemmon         | Mt. Lemmon Survey  |
| 293963            | 2007 TC44              | 7 d'octubre de 2007    | Kitt Peak            | Spacewatch         |
| 293964            | 2007 TV44              | 7 d'octubre de 2007    | Catalina             | CSS                |
| 293965            | 2007 TG45              | 7 d'octubre de 2007    | Catalina             | CSS                |
| 293966            | 2007 TT45              | 7 d'octubre de 2007    | Catalina             | CSS                |
| 293967            | 2007 TU45              | 7 d'octubre de 2007    | Catalina             | CSS                |
| 293968            | 2007 TD51              | 4 d'octubre de 2007    | Kitt Peak            | Spacewatch         |
| 293969            | 2007 TV51              | 4 d'octubre de 2007    | Kitt Peak            | Spacewatch         |
| 293970            | 2007 TC52              | 4 d'octubre de 2007    | Kitt Peak            | Spacewatch         |
| 293971            | 2007 TB53              | 4 d'octubre de 2007    | Kitt Peak            | Spacewatch         |
| 293972            | 2007 TJ53              | 4 d'octubre de 2007    | Kitt Peak            | Spacewatch         |
| 293973            | 2007 TB54              | 4 d'octubre de 2007    | Kitt Peak            | Spacewatch         |
| 293974            | 2007 TH55              | 4 d'octubre de 2007    | Kitt Peak            | Spacewatch         |
| 293975            | 2007 TH57              | 4 d'octubre de 2007    | Kitt Peak            | Spacewatch         |
| 293976            | 2007 TS57              | 4 d'octubre de 2007    | Kitt Peak            | Spacewatch         |
| 293977            | 2007 TX58              | 5 d'octubre de 2007    | Kitt Peak            | Spacewatch         |
| 293978            | 2007 TD59              | 5 d'octubre de 2007    | Kitt Peak            | Spacewatch         |
| 293979            | 2007 TY60              | 6 d'octubre de 2007    | Kitt Peak            | Spacewatch         |
| 293980            | 2007 TC63              | 7 d'octubre de 2007    | Mount Lemmon         | Mt. Lemmon Survey  |
| 293981            | 2007 TL63              | 7 d'octubre de 2007    | Mount Lemmon         | Mt. Lemmon Survey  |
| 293982            | 2007 TB64              | 7 d'octubre de 2007    | Mount Lemmon         | Mt. Lemmon Survey  |
| 293983            | 2007 TG66              | 6 d'octubre de 2007    | Bisei SG Center      | BATTeRS            |
| 293984            | 2007 TC67              | 12 d'octubre de 2007   | Dauban               | Chante-Perdrix     |
| 293985            | 2007 TF69              | 13 d'octubre de 2007   | Saint-Sulpice        | B. Christophe      |
| 293986            | 2007 TG69              | 13 d'octubre de 2007   | Altschwendt          | W. Ries            |
| 293987            | 2007 TF70              | 10 d'octubre de 2007   | Mount Lemmon         | Mt. Lemmon Survey  |
| 293988            | 2007 TX73              | 13 d'octubre de 2007   | 7300                 | W. K. Y. Yeung     |
| 293989            | 2007 TT74              | 15 d'octubre de 2007   | Bisei SG Center      | BATTeRS            |
| 293990            | 2007 TZ74              | 15 d'octubre de 2007   | Bisei SG Center      | BATTeRS            |
| 293991            | 2007 TM78              | 5 d'octubre de 2007    | Kitt Peak            | Spacewatch         |
| 293992            | 2007 TT78              | 5 d'octubre de 2007    | Kitt Peak            | Spacewatch         |
| 293993            | 2007 TK79              | 5 d'octubre de 2007    | Kitt Peak            | Spacewatch         |
| 293994            | 2007 TX79              | 7 d'octubre de 2007    | Mount Lemmon         | Mt. Lemmon Survey  |
| 293995            | 2007 TT80              | 7 d'octubre de 2007    | Mount Lemmon         | Mt. Lemmon Survey  |
| 293996            | 2007 TU81              | 7 d'octubre de 2007    | Catalina             | CSS                |
| 293997            | 2007 TY83              | 8 d'octubre de 2007    | Catalina             | CSS                |
| 293998            | 2007 TB84              | 8 d'octubre de 2007    | Kitt Peak            | Spacewatch         |
| 293999            | 2007 TE84              | 8 d'octubre de 2007    | Catalina             | CSS                |
| 294000            | 2007 TH87              | 8 d'octubre de 2007    | Mount Lemmon         | Mt. Lemmon Survey  |